# Piratería en el ámbito Atlántico

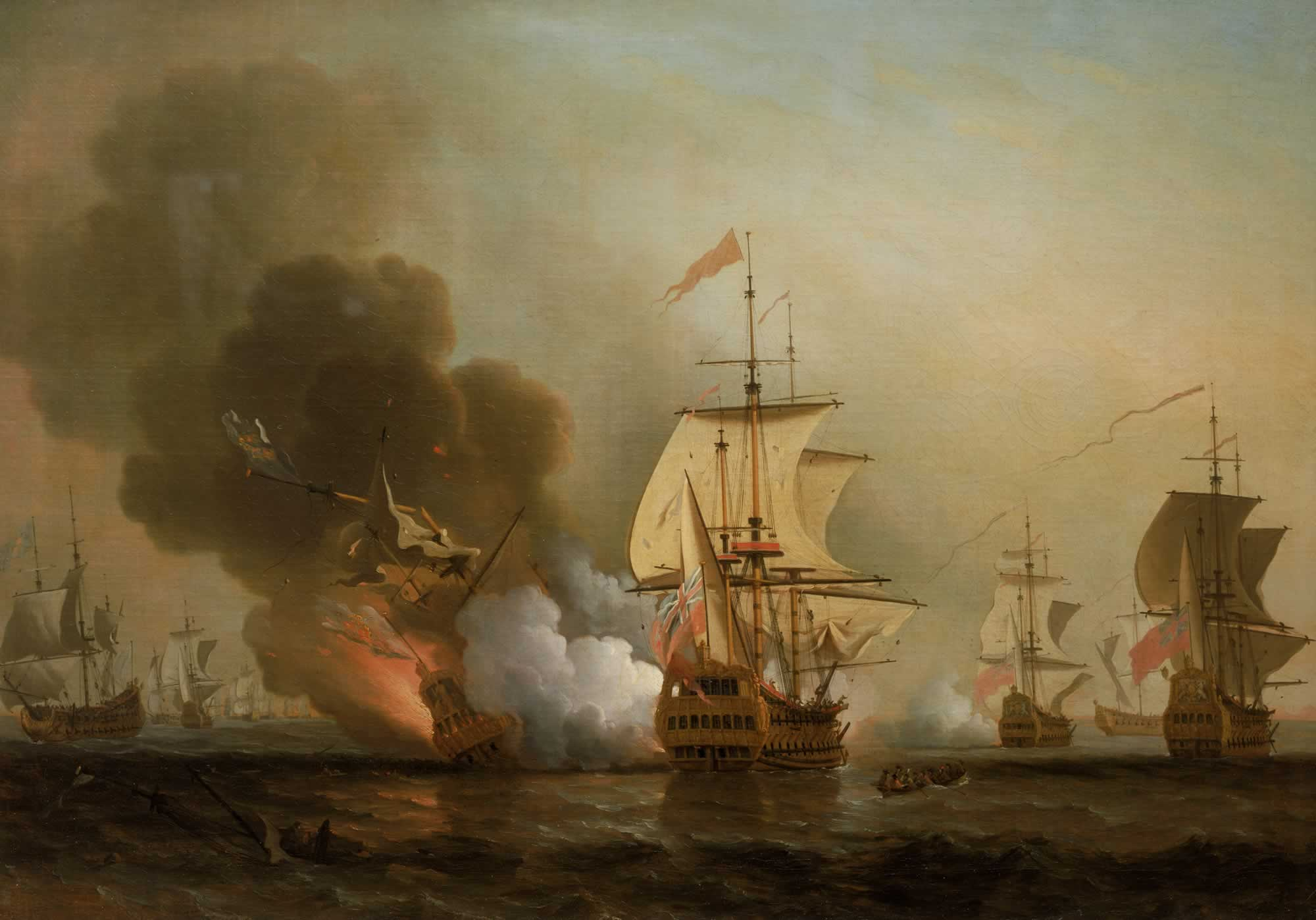
Corsarios atacando barcos españoles

La piratería era un fenómeno que no estaba limitado a la región del Caribe. Los piratas de la Era Dorada vagabundeaban por la costa de América del Norte, África y el Caribe.

## El mundo atlántico y la piratería

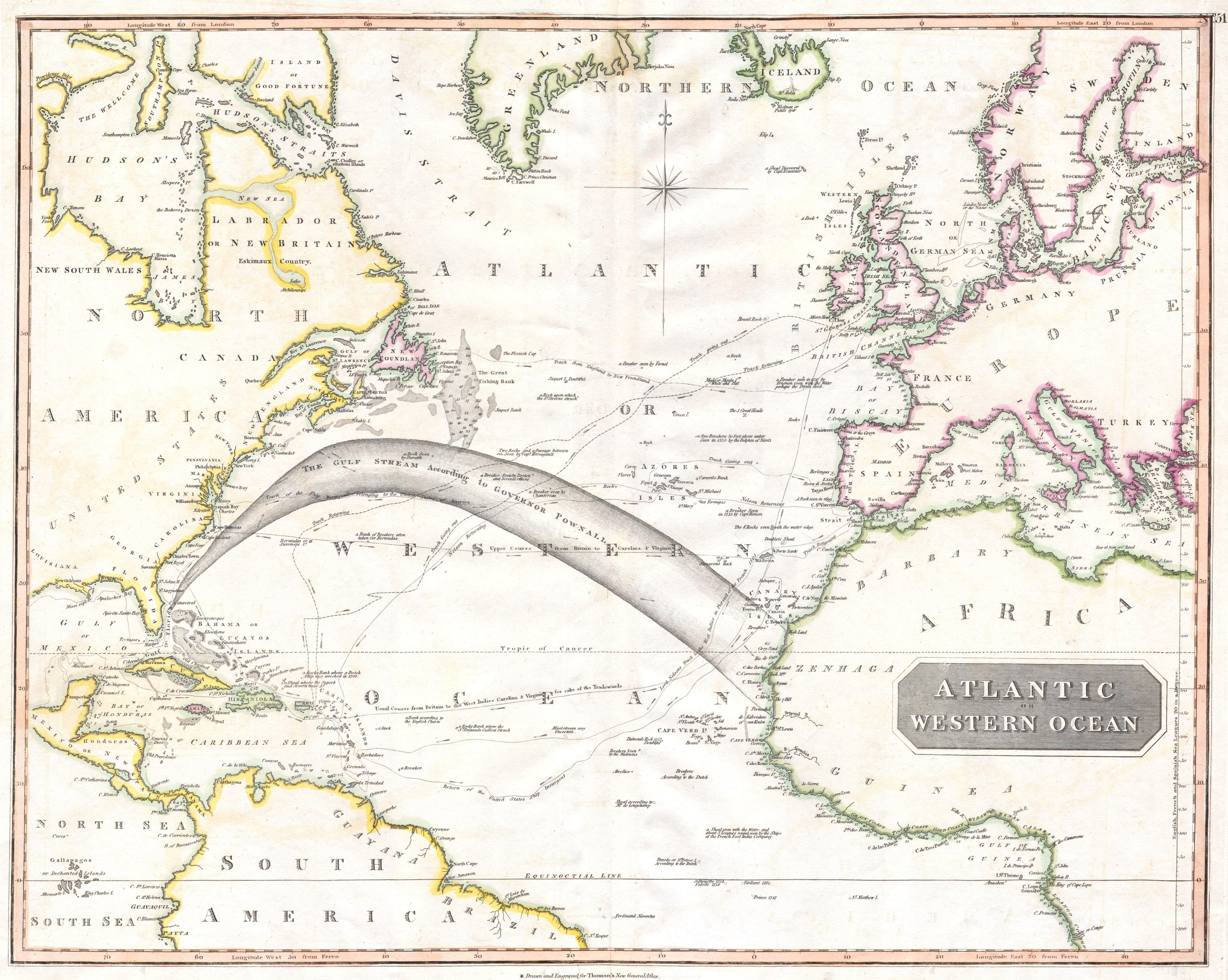
Mapa del océano Atlántico en 1814

Los piratas y los marineros son importantes para entender cómo se veía y funcionaba el mundo atlántico. Desafiaban las alianzas tradicionales, atacaban y capturaban buques mercantes de todas las naciones; los piratas causaron estragos en un sistema económico emergente, interrumpieron las rutas comerciales y crearon una crisis dentro de un sistema de comercio cada vez más importante centrado en el mundo atlántico. Estaban listos y dispuestos a participar en el intercambio de personas, ideas y productos alrededor de la cuenca del Atlántico que afecta la creación y destrucción de las comunidades.
Las rutas comerciales a lo largo del Pasaje del medio fueron uno de los engranajes principales para establecer lo que hoy se conoce como capitalismo. Para los piratas en el mundo atlántico, las rutas comerciales son fortuitas debido a la gran riqueza que proporcionaba la carga que se movía a lo largo del Pasaje del medio. De 1715 a 1728, la actividad pirata creó problemas para los buques mercantes a lo largo de las rutas comerciales y así detuvieron el crecimiento durante ese período. A medida que aumentaba la piratería a lo largo del Pasaje del medio, también crecía la necesidad de que los propietarios de los buques mercantes aseguraran la carga de sus barcos ya que no solo existía la amenaza de pérdida por desastre natural sino que también cabía la posibilidad de que la carga se perdiera por el saqueo pirata. «El genio del seguro», en la forma en que contribuye a la financiación del capitalismo, es la insistencia de que la prueba real del valor de algo no viene en el momento en que se realiza o intercambia, sino que en este momento se pierde o se destruye.

### Piratas, bucaneros y corsarios

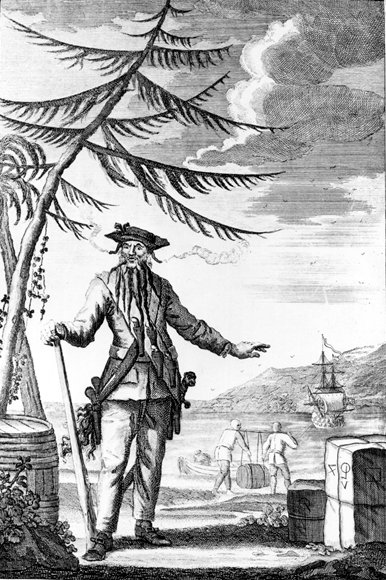
El pirata Barbanegra

Los piratas a menudo se equiparan en la mente moderna con corsarios y bucaneros, pero ninguna etiqueta describe con precisión la piratería a principios del siglo XVIII. Cada uno de estos términos describe a hombres que saquean barcos o asentamientos. La diferencia radica en la cantidad de aceptación social que estos hombres recibieron.
Los bucaneros eran un cruce entre auténticos corsarios encargados de defender las colonias del país, el comercio y también los bucaneros estaban formados por piratas. Los bucaneros eran de origen francés y por lo general saqueaban las islas del Caribe y las costas de América Central, Venezuela y Colombia hace más de 300 años. Alexander Exquemelin se alistó con los bucaneros y escribió sobre las audaces hazañas de los ataques al interrumpir el envío en alta mar y aterrorizar a los asentamientos caribeños. Los relatos de los bucaneros y de otros barcos se extendían por el Atlántico y el Caribe. Muchos bucaneros comenzaron en la Compañía Francesa de las Indias Occidentales, en inglés French West India Company, tomando estas rutas exactas. Estas rutas se usaron para comercializar bienes en América Latina y las islas del Caribe. Los Buccaneers tuvieron muchos éxitos, pero probablemente el más famoso fue el capitán Morgan que fue responsable de las redadas en Cuba, Panamá y Venezuela. El capitán Morgan, como muchos bucaneros, pasó un tiempo en Jamaica como marino común. Morgan pronto se convirtió en el capitán de una flota de 500 hombres.
Los corsarios fueron sancionados por sus respectivos gobiernos para atacar buques enemigos. La colonización del Atlántico vio muchos conflictos entre los franceses, españoles e ingleses; las incursiones de corsarios fueron una forma de obtener una ventaja. Los capitanes de esos barcos recibieron patentes de corso de sus gobiernos, con la intención de validar todas las acciones contra el enemigo.
Los piratas de principios del siglo XVIII, sin embargo, eran hombres que actuaban independientemente de la sanción política oficial. Los piratas eran entidades muy específicas y no autorizadas que trabajaban fuera de los escenarios más aceptados socialmente y no discriminaban al realizar sus redadas. El acto de piratería fue masivo y criminal. Las leyes contra la piratería eran a menudo muy estrictas, con cargos y castigos que aumentaban en los intentos de frenar las acciones de piratería. Pero muchos desafiaron las consecuencias de ser atrapados si eso significaba una vida más libre.

## Área geográfica
Los piratas, durante lo que se llama la «Edad de oro de la piratería» de finales del siglo XVII y principios del siglo XVIII operaron a una escala verdaderamente global.

### La edad de oro de la piratería
«La edad de oro de la piratería» es un término utilizado por los historiadores para referirse al aumento más generalizado del «bandidaje marítimo» registrado. Aunque los estudiosos coinciden en que hubo un auge en las actividades de saqueo y pillaje a principios del siglo XVIII, existen varias escuelas de pensamiento sobre el período de tiempo que fue la Edad de Oro. El tiempo más corto acordado es de alrededor de 1715 a 1725. La firma del tratado de Utrecht puso fin a la guerra de Sucesión española y al corso autorizado que formaba parte de la guerra y marcó el comienzo de la Edad de Oro de Piratería. Otro grupo sostiene que la Edad de Oro fue desde alrededor de 1690 hasta alrededor de 1725. La definición más larga de la Edad de Oro se extiende desde 1650 hasta 1726 para incluir a los bucaneros y otros esfuerzos de piratería.

### Historia que conduce a la Edad de Oro de la piratería
La piratería basada en Europa de la era moderna comenzó en el «Triángulo atlántico». Esta zona común de comercio marítimo entre Sevilla y Cádiz, las islas Azores y la costa noroeste de África, que abarca Madeira y las islas Canarias, fue frecuentada por piratas europeos y de la costa bereber del norte de África a lo largo del siglo XVI. De la misma forma que el comercio aumentó constantemente entre España y Portugal y las Indias Orientales y Occidentales, respectivamente, también lo hizo la piratería. Lo que España y Portugal llamarían piratería a menudo estaba patrocinado por monarcas como Isabel I y Eduardo VI, aunque solo fuera marginalmente y en ciertas ocasiones. El más popular en esta era de corsarios fue Francis Drake. Drake asaltó asentamientos y embarques españoles en las costas del Mar del Sur del actual Perú, Chile, Brasil y Venezuela, a lo largo de las costas de América central. Esta época fue notable por comenzar visitas regulares a largo plazo a la costa oeste de las Américas y más allá de las Indias Orientales, a menudo después de detenerse en África occidental para saquear barcos o pueblos esclavistas. Los mercaderes neerlandeses estaban activos en el Caribe de donde extraían sal y maderas teñidas en la costa de Brasil. Esta actividad condujo a docenas de redadas a lo largo de la costa oeste de las Américas y a la formación de la Compañía de las Indias Occidentales, que tenía una posición semi legal como corsarios. Este gran acoso continuo enfureció a España y metió el miedo a sus habitantes. A fines del siglo XVII, la gran expansión de los holandeses había formado colonias en las Indias Orientales y pronto comenzaron a sentir también la ira de la piratería. Poco después, los bucaneros siguieron en el siglo XVII. Estos bandidos atacaron principalmente asentamientos de tierra. Ellos eran marineros neerlandeses amargados, colonos franceses abandonados, ingleses abusados, escoceses y contratos irlandeses.

### Atlántico Norte
La mayoría de los piratas conocidos durante este período provenían de Europa. Gran parte de la actividad pirata conocida que se llevó a cabo en el Atlántico norte se realizó a lo largo del litoral oriental de Canadá y el territorio continental de EE. UU., Desde Terranova hasta los cayos de Florida. Las pesquerías de Newfoundland eran conocidas como áreas de reclutamiento de piratas a principios del siglo XVIII. Black Bart Roberts también tuvo un enfrentamiento en la costa de Terranova. Allí capturó a Samuel Cary, que le dio una explicación en profundidad del evento a un periódico de Boston. Nueva York era un lugar popular para que los piratas descargaran sus productos. Uno de los eventos más conocidos es el bloqueo de Barbanegra del puerto de Charleston.

### África
África estaba íntimamente ligada a la economía del Caribe. Responsable de alimentar a los marineros de los que cazaban los piratas, las plantaciones de azúcar del Caribe y las colonias peninsulares de España y Gran Bretaña y el tráfico procedente de África era blanco rutinario de los piratas. En numerosas ocasiones, las bandas de esclavos amotinados se convirtieron en piratas. Bartholomew Roberts causó estragos en los comerciantes de todos los productos en la costa oeste de África.  Uno de los primeros lugares donde parece ser que los piratas actuaron fue en la isla de Madagascar, frente a la costa este de África. Esta era su base de operaciones para su picoteo en el Imperio Mogol. Aquí podrían aprovecharse de los éxitos de las diversas compañías de las Indias Orientales a la vez que se encuentran a una distancia enorme de cualquier autoridad; estos son los mismos proscritos que saquearon las Indias Occidentales. El pirata inglés Henry Every o simplemente Avery, saquearon una nave Mogul y ganaron una inmensa fortuna. Se dijo que Avery se había establecido en Madagascar y nunca se supo nada más de él, aunque se rumoreaba que se había retirado en Irlanda. Algunos escritores especulan que este suceso puso en marcha una serie de eventos que ayudarían a conducir a la multitud de leyes aprobadas en las próximas décadas.
A medida que el capitalismo se desarrolló como un sistema económico en la Europa moderna, las colonias de ultramar se volvieron cada vez más importantes en el sistema comercial del Atlántico. Las plantaciones coloniales intensivas en mano de obra generaron la necesidad de encontrar una fuerza laboral estable a largo plazo. Los sirvientes contratados planteaban un problema porque tenían derechos legales y, con el tiempo, podían convertirse en una fuerza competitiva. Las ventajas del trabajo esclavo en comparación con las desventajas de la servidumbre por contrato contribuyeron al crecimiento de la trata de esclavos europea. Los piratas fueron una ruina para los intentos ingleses de obtener la supremacía en la costa africana. Interrumpieron el flujo de trabajo y capital al atacar, capturar y en ocasiones destruir barcos esclavistas. Los capitanes piratas a menudo absorbían esclavos capturados en sus tripulaciones y los negros, tanto africanos como afroamericanos, constituían una parte sustancial de la vanguardia pirata. Mientras los piratas interrumpieron activamente la trata de esclavos, representaron una amenaza para el dominio de Inglaterra en el sistema atlántico.
La trata de esclavos era una parte tan importante de la vida en el Atlántico como lo era el envío mercantil de mercancías. Muchas potencias europeas tenían vínculos con el comercio esclavista al menos en el siglo XVIII; países como Portugal, Suecia, Holanda, Francia e Inglaterra tenían puestos avanzados en la costa africana. Los esclavistas llevaban a cabo sus negocios con las tribus africanas más grandes que compraban armas a los europeos y, a su vez, las usarían para recolectar miembros de otras tribus para venderlas a los capitanes esclavos.  Una vez en manos de un esclavista, el esclavo representaba una inversión sustancial, como sugiere Ian Baucom, al asegurar a los esclavos que compraban. Algunas ciudades europeas como Liverpool tuvieron éxito al operar en este sistema de comercio e impulsaron los mercados libres de esclavos para manejar la mayor cantidad de negocios posible.: 84, 71 
Siendo la esclavitud un negocio abierto y competitivo, existía lo que Rediker llama un «comercio fuerte» y un «comercio de barcos». Los esclavos fueron secuestrados y llevados a fuertes donde eran retenidos por las autoridades locales hasta que los compraran y los enviaran. Mientras que el comercio de barcos se refiere a capitanes que realizan paradas a lo largo de la costa africana en puntos donde no había una presencia europea para reunir a los esclavos, también se abastecerían de las provisiones necesarias para el Paso Medio en estas paradas.
Los cautivos no fueron los únicos maltratados en barcos de esclavos, ya que Rediker señala que el látigo «operaba sin distinción de raza, edad, género, ley o humanidad. Muchos de los marineros eran golpeados sin piedad cuando se negaban a castigar al esclavos tan duramente como quisiera el capitán o a castigarlos en absoluto. Un marinero podría ganar aproximadamente de 1000 a 1500 dólares, que en el siglo XVIII era una suma bastante grande de dinero para un solo viaje».

### Magadoxa

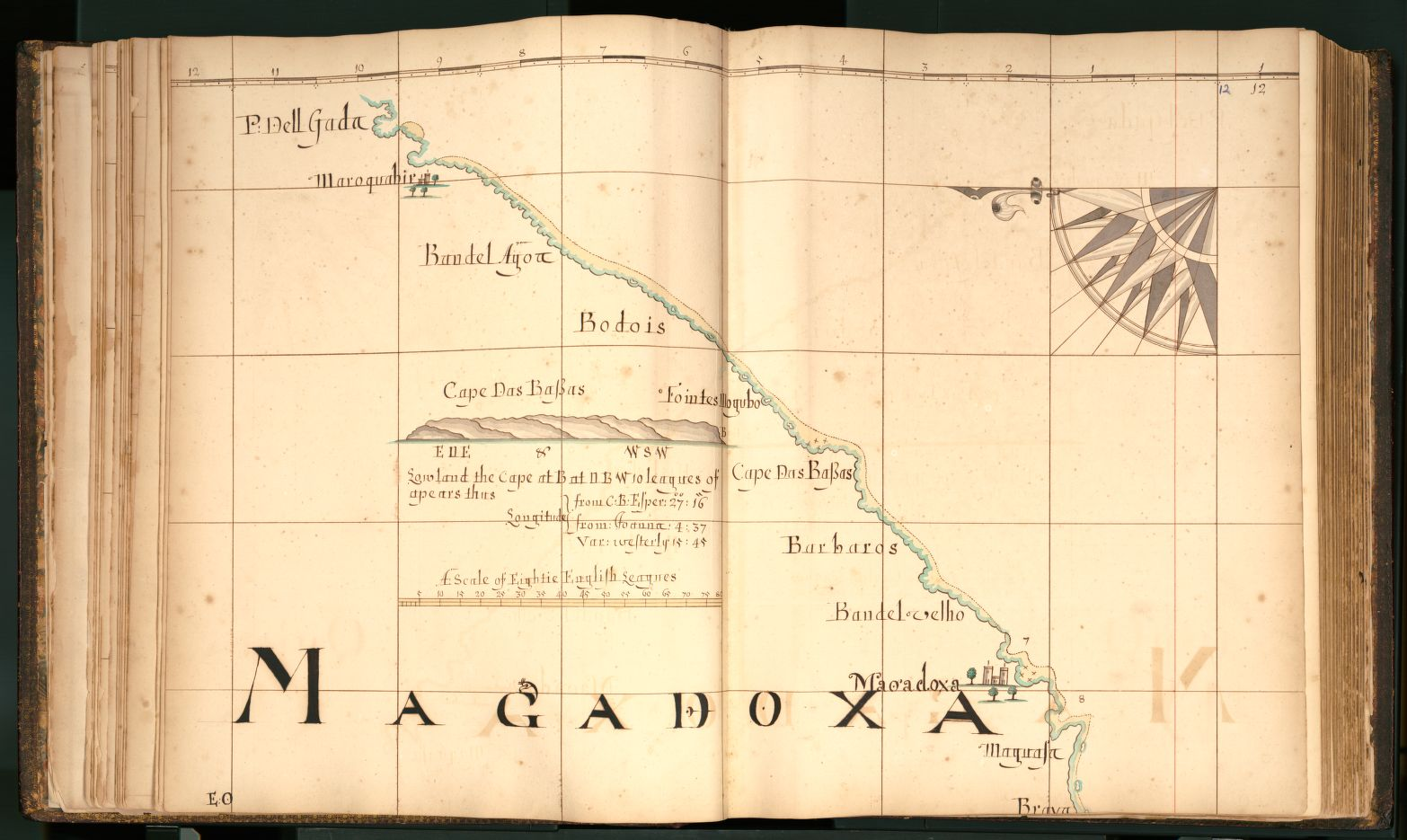
Magadoxa

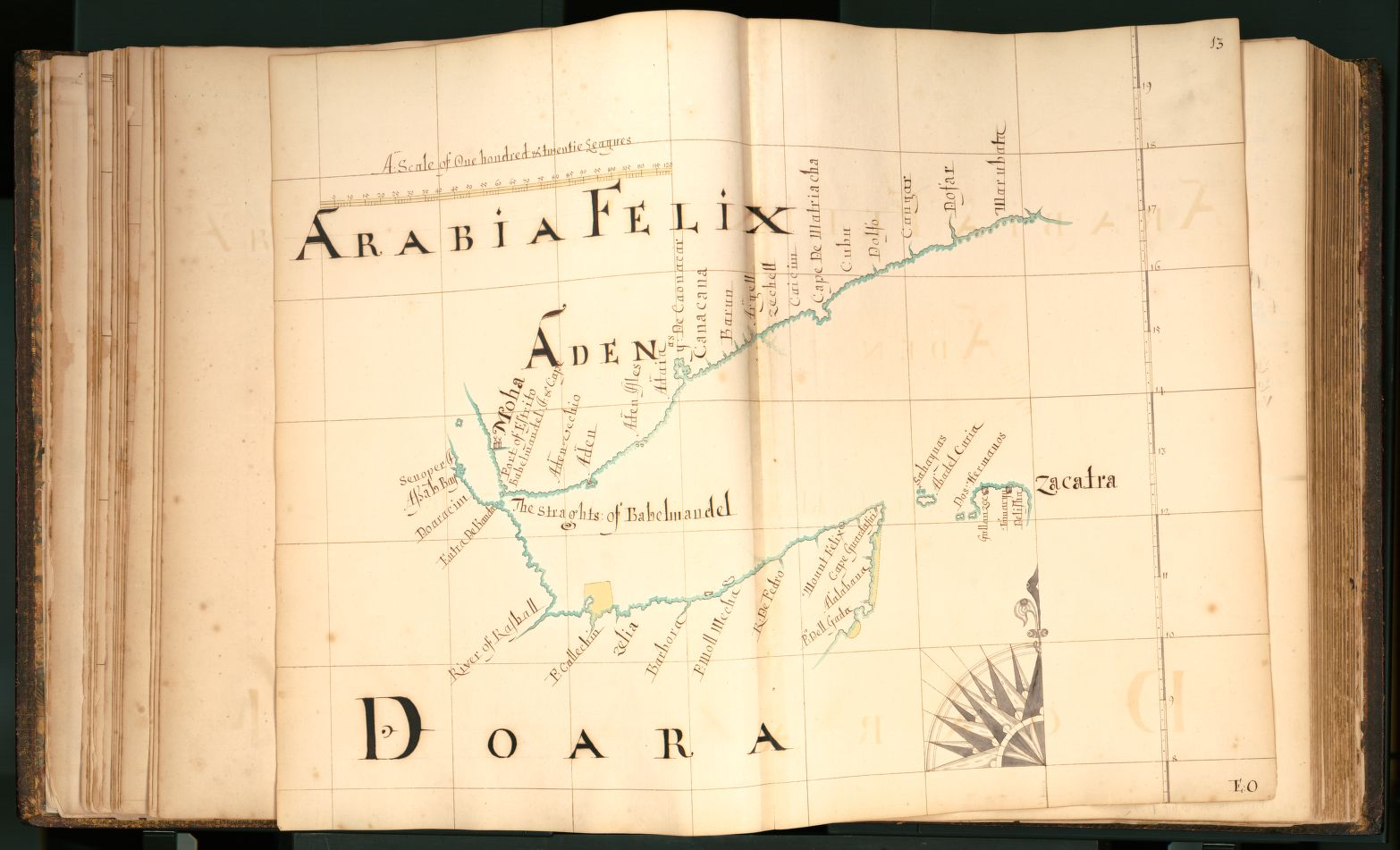
Aden y Magadoxa

Magadoxa es un capítulo en la General History of the Pyrates de Daniel Defoe que no se especifica como una ubicación identificable de un país o ciudad. Sin embargo, usando el contexto del capítulo de Magadoxa en el libro de Defoe, así como dos mapas de la Biblioteca del Congreso, el capítulo descrito es de la actual Somalia, probablemente la capital, Mogadiscio. La General History of the Pyrates describía las «lenguas turcas y árabes» habladas por los nativos como las que el capitán Beavis y su tripulación se encontraron en el año 1700. Sin embargo, en Madagascar: A Short History describió el origen de la lengua de Madagascar como bantú, austronesio, e incluso mezcla de Java. Alguna influencia del idioma suajili también forma parte de las raíces del lenguaje moderno malgache. Dos mapas proporcionados por la Biblioteca del Congreso ilustraban el Mar Rojo, el Golfo de Adén, el Yemen, la costa norte de Somalia, y un contorno costero con la lista de Magadoxa. Sin embargo, ambos mapas tenían la misma ciudad llamada P. Dell Gada. Magadoxa está en el segundo mapa al sur pasando por P Dell Gada, mientras que el primero muestra a P Dell Gada en la moderna costa noreste de Somalia. Magadoxa tendría que estar cerca de la costa este de Somalia alrededor del centro, teniendo en cuenta la distancia ilustrada por la escala de las ligas. El capitán Beavis estaba tratando de ir a Surat, que está en el oeste de la India y es prácticamente un camino recto desde Somalia. Además, el idioma de Somalia tiene influencia árabe para correlacionarse con la descripción dada por Defoe de un mulato que les habló en la lengua árabe. También fue mencionada por Defoe una "gran mezquita" , así como una ilustración de la ciudad de Magadoxa en lugar de describir a Magadoxa como un país o una isla como Madagascar. Se esperaría prácticamente una mezquita en una región con influencia islámica y proximidad al mar Rojo y Arábigo. También se dijo que el capitán Beavis se había perdido en la alta Etiopía, que limita con la actual Somalia. Las correlaciones de las descripciones dadas hacen más caso a que Magadoxa sea Somalia en lugar de Madagascar, e ilustran la influencia pirata en una región de África cercana a la conexión con el Imperio mogol.

### Puertos pirata
Marcus Rediker argumenta que los piratas siguieron un comercio lucrativo y buscaron bases para sus depredaciones en áreas que estaban «distantes de los asientos del poder imperial». Los paraísos piratas como las Islas Bahamas, comenzaron a atraer cientos de piratas porque no existía ningún gobierno. Matthew Frick también argumenta que «la naturaleza casi autónoma de una ciudad salvaje» junto con la «posición geográfica accesible a los océanos del mundo» crea un lugar perfecto desde el cual realizar actos de piratería. Frick también afirma que no es probable que los piratas dominen gran parte de la tierra cuanto más se aleje de la playa, e incluso la porción más pequeña de una ciudad costera que tolera la existencia de piratas permite a los piratas establecer un«asidero» en tierra que se extenderá similar al cáncer «al agua que lo rodea». Una vez en tierra y establecido, los paraísos piratas se convierten en una escena de miedo y anarquía controlada por los piratas que la habitan y «los gobiernos están perpetuamente en desacuerdo» sobre cómo librar a los piratas de sus tierras bases sin el riesgo de un «daño colateral excesivo» y pérdida de vidas inocentes.: 41–45 

## Datos demográficos de la piratería

### Orígenes
Geográficamente, «dejaron pocas o ninguna propiedad y pocos documentos de sus propias manos». La mayoría de los piratas eran de Inglaterra, Escocia, Irlanda y Gales. De esa población, aproximadamente una cuarta parte estaba vinculada a ciudades portuarias británicas como Bristol, Liverpool y Plymouth. Aproximadamente una cuarta parte de las poblaciones se asociaron con hombres de las Indias Occidentales y América del Norte. Los otros «vinieron de otras partes del mundo como Holanda, Francia, Portugal, Dinamarca, Bélgica, Suecia y varias partes de África».

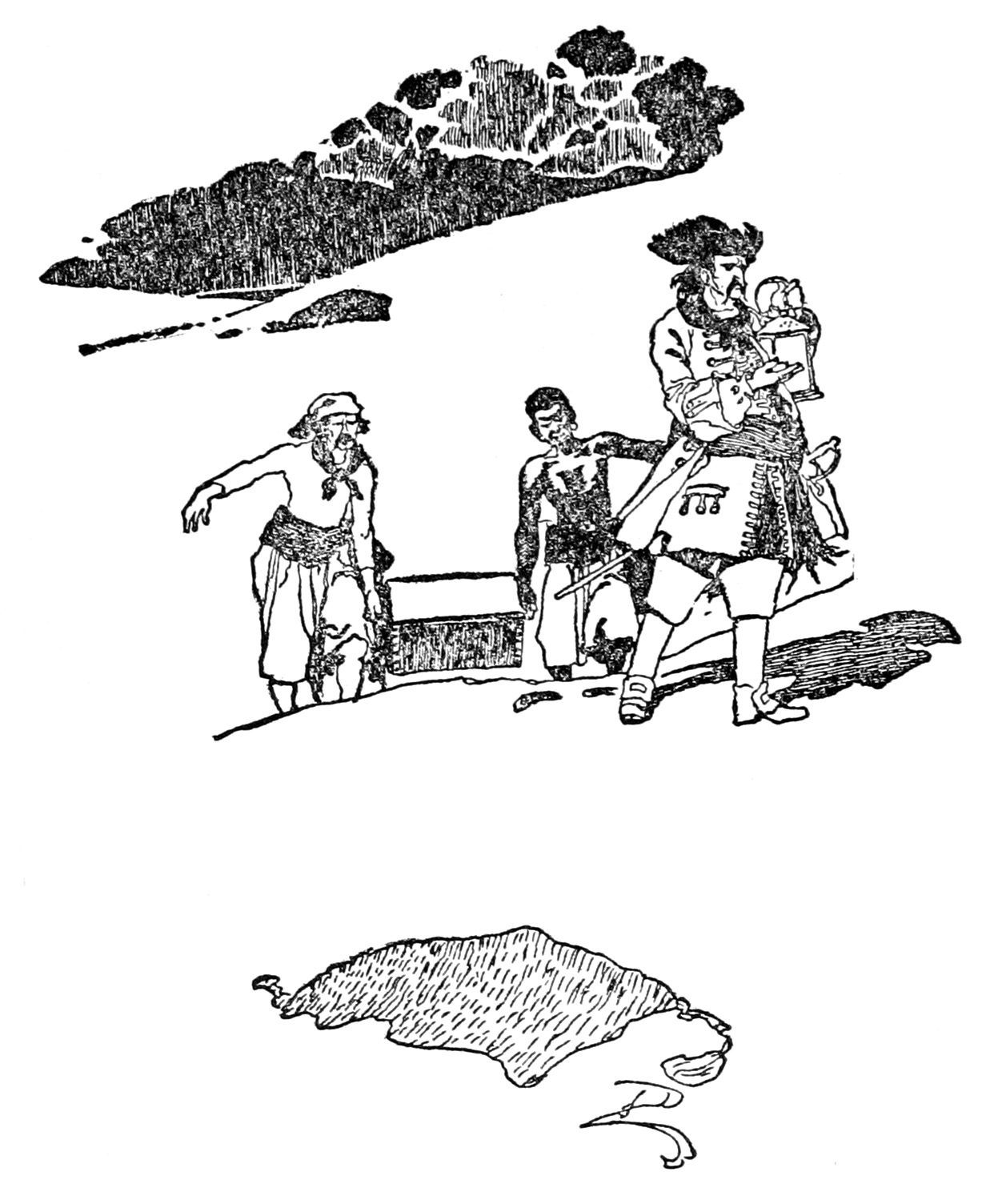
Sencillo esquema de Howard Pyle del transporte de un cofre del tesoro por parte de dos piratas, un caucásico y un hombre negro, que están liderados por el capitán pirata William Kidd

La piratería «se convirtió en una de las ocupaciones masculinas más comunes» para los africanos y afroamericanos a principios del siglo XIX. Los marineros negros ocuparon aproximadamente una quinta parte de la población en diversos paraísos marítimos. Convertirse en pirata ofreció una selección de otras ocupaciones para los afroamericanos que podrían mejorar sus condiciones.: 4, 2, 69  «africanos y afroamericanos, tanto libres como esclavos, eran numerosos y activos a bordo de barcos piratas». Algunos eligieron la piratería porque la única otra opción era la esclavitud.: 12–13  Algunos piratas negros se escaparon de los esclavos. Abordar un barco pirata se convirtió en una forma de escapar al Atlántico Norte sin ser detectado. El esclavo fugitivo Frederick Douglass se disfrazó con «atuendo de marinero» y «pudo viajar al norte sin ser detectado y así obtener su libertad». Como tripulantes, los negros formaban parte de la «vanguardia pirata». También trabajaron en oficios marítimos de «construcción de barcos, calafateo y fabricación de velas».

### Clase
Un factor importante de recurrir a la piratería es la clase social de cada persona. Los piratas generalmente provenían de las clases sociales más bajas. Eran solo hombres que veían la piratería como una oportunidad lucrativa en la que tenían poco que perder. Una atracción simple para la clase social baja fue el dinero. Estos «proletarios desposeídos» buscaban la riqueza que necesitaban para vivir y escapaban de las terribles condiciones de trabajo que tenían que soportar.
La piratería también representaba una contracultura que atraía a la clase trabajadora. Vivir fuera de la sociedad que los oprimía, presentaba la capacidad de alcanzar la libertad en el mar. Como piratas, los hombres podrían organizar un mundo social aparte del entorno autoritario que se compone de mercantilismo y orden imperial, y usarlo para atacar las propiedades de esa autoridad. La vida en el mar brindaba una oportunidad singular de libertad que las clases sociales más bajas podían adquirir. La piratería pretendía abandonar «las reglas sociales fundamentales, escapar de la autoridad convencional, fabricar su propio poder» y acumular una cantidad considerable de riqueza.

### Ocupación
El historial laboral de las personas que recurrieron a la piratería «provino abrumadoramente de los empleos marítimos». Los piratas solían tener experiencia en el trabajo como marineros mercantes, marinos de la marina real, corsarios y algunas veces como pescadores. Fue beneficioso tener experiencia en estas ocupaciones porque la vida en el mar era dura y peligrosa. Las habilidades marineras aliviaron la dificultad de la vida de los piratas y proporcionaron un avance profesional mientras estuvieran a bordo.
La gran mayoría de los piratas también provenía de las tripulaciones de buques mercantes capturados. Con frecuencia, los marineros de los mercantes capturados se ofrecían como voluntarios para unirse a la tripulación pirata. Los captores ya estaban «familiarizados con la comunidad de trabajo de un solo sexo y los rigores de la vida y la muerte en el mar». Vieron poca diferencia entre la vida mercante y pirata; entendiendo que su otra opción era la muerte, los hombres solían ser voluntarios para unirse a filas. Esto favoreció a los piratas porque preferían voluntarios. Esta preferencia fue razonada por el hecho de que eran más propensos a crear cohesión social entre la tripulación.
«Otros piratas han sido sirvientes contratados, especialmente la de los de catorce años». Un contrato de catorce años «significaba que habían sido transportados a las colonias en castigo por crímenes cometidos en Inglaterra». La transferencia de una vida de crimen por otra fue indolora.

### Edad
Según Gilje y los datos recopilados en el momento de la Revolución Americana, las edades de los piratas oscilaban entre catorce y cincuenta años. Más de la mitad de la población tenía «veintitantos» años. La edad promedio fue de 25 años, con menos del 20 por ciento de los marineros menores de veinte años. La mayoría de los hombres dentro de ese porcentaje tenían dieciocho o diecinueve. En ese momento, un barco puede llevar un niño de diez o doce años, pero era muy poco común. En estas ocasiones, era el padre o tutor quien hacía los arreglos y llevaba al niño a un barco. Aproximadamente el 20 por ciento de las poblaciones eran hombres en la treintena, la cuarentena y la cincuentena. Este pequeño porcentaje era una característica común porque para cuando un hombre cumplió los treinta años, probablemente se trasladaba a una «nueva ocupación en tierra, se dedicaba a la pesca, trabajo en los muelles o se perdió en el mar».

Además del mundo criminal de la piratería, también existían las colonias emergentes en América del Norte. Aunque casi tan peligroso y mortal como convertirse en pirata, el colonialismo en las Américas ofreció a aquellos que se atrevieron, la oportunidad de cambiar su lugar socioeconómico. En muchos sentidos, la libertad del colonialismo y la piratería son muy paralelas. Ambos son arriesgados y peligrosos, y le dieron a un individuo la oportunidad de tomar muchas decisiones por su propia cuenta...
Gilje, 200

## Convertirse en pirata

### Motín
Hans Turley argumenta que el motín fue común en viajes largos y, a menudo, la disciplina era brutal si los capitanes escuchaban discusiones sobre la revuelta a pesar de que estas acciones eran una ofensa grave debido al «ataque directo a la orden, por lo tanto, el statu quo». Turley también argumenta que las «tentaciones de convertir a los piratas» se centraron en las oportunidades de empleo y ganancias; y por lo tanto, fue el resultado de cuando «las guerras cesaron, los marineros se enfrentaron o bien a quedarse ociosos o haciendo salarios más pequeños» o finalmente se convirtieron en piratas.
Otros amotinados eran «tripulaciones de corsarios» que se «frustraron por la falta de botín» o incluso se volvieron codiciosos o no estaban contentos con sus términos. Estas tentaciones de motín, según Rediker, crecieron a partir de una serie de resistencias contra tal autoridad concentrada y los marineros desarrollaron una comprensión de la importancia de la igualdad. Sin embargo, también según Marcus Rediker, solo un tercio de todos los motines en el mar llevaron a la piratería.
El colectivismo y el antiautoritarismo se cimentaban en los valores fundamentales de los amotinados y todas estas creencias influirían en la decisión de convertirse en piratas y en cómo se comportarían a partir de entonces. En contraste con la creencia igualitaria hacia el motín, sostiene Peter Leeson, que l«a perspectiva de ganancia suficiente» puede influir en un marinero; la piratería podría pagar extremadamente bien a veces mejor que el corso. Un pirata podría disfrutar cada centavo del «botín ilícito» del barco. Otro argumento en contra de la idea igualitaria de amotinamiento que Leeson sugiere es que el pirata era tan« interesado en sí mismo como cualquier otra persona» y que «se le dio la oportunidad» en última instancia «llevarían a cabo diez veces más acciones» como sus compañeros piratas si de hecho pudieran salirse con la suya.

### La coacción
El impressment se refiere a la coacción ejercida hacia un marinero para unirse a una tripulación, ya sea por una armada o por una banda de piratas deshonestos. Aunque predominante en toda la Royal Navy, también fue implementado por los piratas del Atlántico para mantener un buen número de miembros de la tripulación. En ambos casos, la práctica trajo consigo una deserción desenfrenada y una moral baja, lo que fue especialmente cierto en el caso de la Royal Navy británica, algunos de los cuales incluso se unieron a tripulaciones de piratas. Los piratas, sin embargo, no fueron una excepción en lo que respecta al volumen de negocios. Según Denver Brunsman, «la gran mayoría de las coacciones en las regiones coloniales involucraron a un pequeño número de marineros, principalmente para reemplazar a los enfermos, los abandonados o los fallecidos». Debido a la vida naturalmente peligrosa de un pirata (o un marinero común para el caso), la impresión era una «necesidad malvada» de la vida marítima del siglo XVIII.
La anotación militar o patrocinada por el estado era completamente diferente en el mundo atlántico en comparación con la imposición en el mundo de la piratería. Según Paul Gilje, Inglaterra usó la impronta como una forma de negar la libertad a quienes llamaban a las colonias a casa. Si bien la fuerza del trabajo sería bienvenida en el barco, el objetivo más importante de Inglaterra ejerciendo su poder sobre las personas que una vez tuvo el control fue puramente por razones políticas.
Los barcos piratas a menudo coaccionan a aquellos que tienen habilidades que se consideran beneficiosas para el funcionamiento exitoso de un barco. Aunque esta no fue una política estándar al principio de la Edad de oro de la piratería, a principios de la década de 1720 los barcos piratas comenzaron a tomar más manos impresas debido a la falta de marinos dispuestos a unirse por su propia voluntad. Cuando Barbanegra capturó la fragata francesa «La Concorde» y la renombró «Reina Venganza», obligó a los tres cirujanos a bordo, carpinteros y un cocinero a quedarse con su tripulación pirata.

### Las recompensas de la piratería

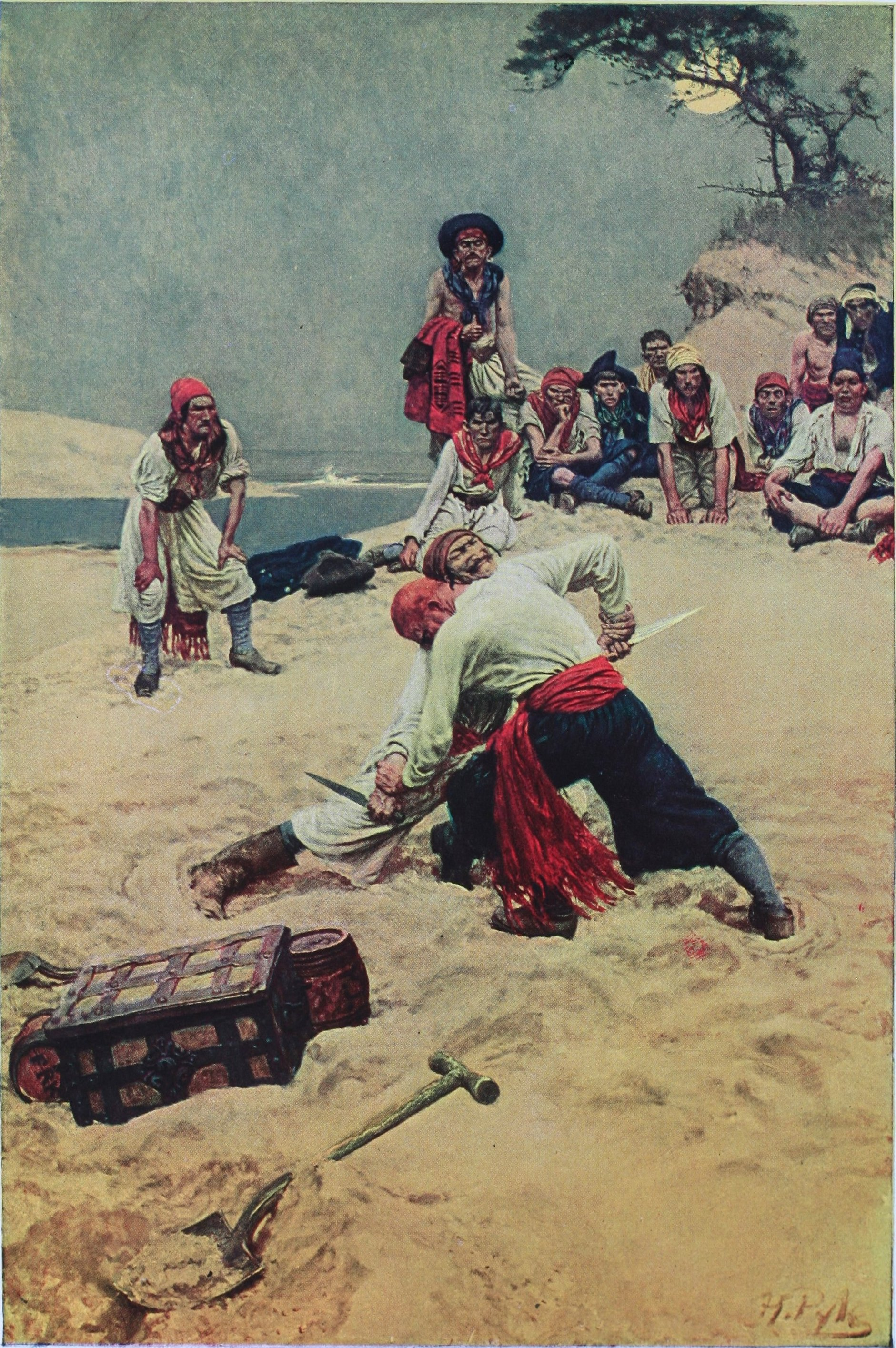
Los piratas pelean por el tesoro, de Howard Pyle

La respuesta obvia a por qué un marinero se convertiría en pirata es por la enorme ganancia monetaria potencial. Estas ganancias fueron imposibles de lograr en la armada o trabajando en buques mercantes. Mientras que muchos piratas fueron capturados y castigados por el estado, un número incalculable desapareció, presumiblemente con sus riquezas recién adquiridas.
Otra razón por la que la piratería puede haber atraído a algunos es que el barco pirata los liberó de la estructura de mando jerárquica, a menudo impuesta con violencia, encontrada en la marina y en los buques mercantes. Aún otros pueden haberse convertido en piratas para continuar viviendo en un mundo homosocial en el que podrían practicar su sexualidad preferida. Posiblemente un marinero sopesó todos estos problemas al decidir si convertirse en pirata.

### Barcos piratas

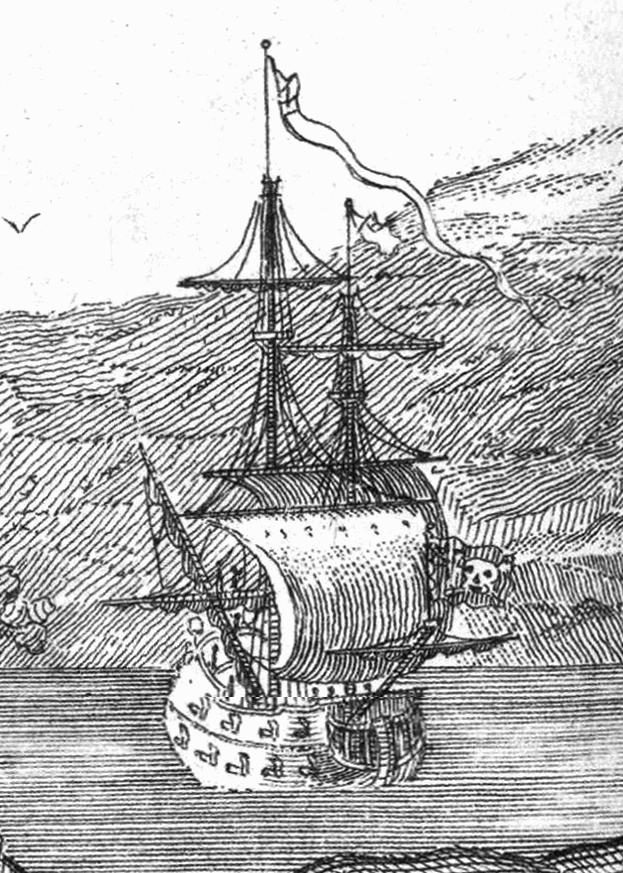
La Venganza de la reina Anne

Los piratas no tenían el lujo de construir sus barcos; fueron "adquiridos". Como resultado, un capitán pirata tenía que estar atento a un barco que sirviera a su propósito y procurara el barco sin dañarlo de manera que no fuera apto para el servicio. Existe consenso entre los expertos en que los piratas utilizarían tanto embarcaciones pequeñas como un balandro o una pinaza de aparejo completo así como las naves esclavas más grandes pero no tan a menudo, y en raras ocasiones el buque de guerra.} En esta línea, el historiador naval David Cordingly categorizó los ataques piratas de los que había informes a lo largo de la costa norteamericana en 1710-1730 por el número de ataques registrados, con un abrumador 55% que involucraba a balandras, 25% a los barcos más grandes, 10% a veleros y bergantines, 5% a goletas, 3% a barcos sin vela abierta y 2% a snows.
Los barcos más pequeños ciertamente tenían ventajas en el Caribe y en las vías fluviales costeras. Podrían ser carenados mucho más fácil y más rápido que los buques más grandes, que es una gran ventaja cuando un barco pirata no podría entrar en un dique seco o emplear largos períodos de tiempo para realizar tareas de mantenimiento. Las embarcaciones pequeñas también tenían corrientes de aire poco profundas y podían esconderse «entre bancos de arena, arroyos y estuarios», donde los barcos más grandes no podían. Los buques más pequeños también tenían una ventaja de velocidad en distancias más cortas que los barcos más grandes de la época. La relación de capacidad de desplazamiento a vela era alta en barcos pequeños, lo que significaba que era más fácil acelerar el barco y producir más velocidad con menos velas. Los buques pequeños formaban la mayor parte de la flota pirata en las Indias Occidentales y el Atlántico por estos motivos; entre los favoritos estaban las balandras de mástil único y las goletas.
A pesar de todas las ventajas de un barco pequeño, había inconvenientes que podrían influir a los capitanes para que busquen barcos más grandes. Una balandra o un barco de tamaño similar no podría llevar una tripulación lo suficientemente grande como para recibir grandes botines al abordar y no podría llevar suficiente potencia de fuego para forzar la sumisión o luchar contra enemigos más grandes; también estaba limitado en la cantidad de carga que podía transportar. En términos de potencia de fuego, cualquier cosa del tamaño de una balandra no llevaría más de catorce cañones, con el balandro francés con seis cañones o menos.: 43, 55  Por el contrario, algunos de los barcos piratas más grandes como Bartholomew Roberts, el buque insignia de la Royal Fortune, tenían cuarenta y dos cañones.
Las tripulaciones de piratas exitosas capturaban o compraban un pequeño barco para comenzar y luego lo «intercambiarían» con embarcaciones más grandes. Sin embargo, cambiar de barco muchas veces no era la norma y la mayoría de las tripulaciones se quedarían con uno o dos barcos. Un pirata haría el cambio de un barco pequeño a grande por las ventajas que un barco pequeño no podría proporcionar o para reemplazar un barco que fue dañado o necesitó reparaciones tan extensas que la tripulación no pudo realizar. Cuando se capturaba un barco, tenía que convertirse en un buque adecuado para las necesidades de los piratas. Esto significó derribar las paredes de la cabina y bajar el castillo de proa para crear una cubierta a ras, lo que permite una mayor utilización del espacio de la cubierta en los enfrentamientos y el almacenamiento de armamento. Se quitaban todas las decoraciones o estructuras innecesarias y se colocaban tantas armas como fuera posible. Lo que quedaba cuando terminaron era un barco elegante y armado hasta los dientes con la mayor velocidad y eficiencia posibles.
No era fácil capturar un «buque de guerra» inglés o francés, pero los piratas a veces se cruzaban con grandes barcos que podían ser reconvertidos fácilmente para su uso, barcos de esclavos; estos eran completos aparejados, tres mástiles gigantes; un barco esclavo cargado con carga humana y una pequeña tripulación era presa fácil para los piratas que querían llevársela o despojarla de todo valor.  Un ejemplo de esto es la captura pirata del Princes Galley, un barco de esclavos que se dirigía al Caribe. Los piratas persiguieron y atraparon la cocina, disparando sus armas para frenar y detener el barco de esclavos; finalmente se detuvieron junto a él y tomaron el oro, la pólvora, las armas y los esclavos y zarparon.

### Armamento
Los arqueólogos Lawrence E. Babits, Joshua B. Howard y Matthew Brenckle suponen que el armamento pirata podría incluir armas de varias nacionalidades y tamaños, y se podría suponer que los piratas tenían una variedad de armas, que podrían haber sido capturadas mientras mejoraban sus naves y armas personales. Los piratas también pueden haber «cambiado el armamento de un barco a otro» para crear un «armamento más poderoso».: 277  Por ejemplo, el buque insignia de Barbanegra, el Queen Anne's Revenge, fue descubierto a fines de 1996. Este buque fue originalmente dominado por Henry Bostock (1717) y capturado por Barbanegra el 5 de diciembre de 1717: 217  y lo que se encontró fue un «dos cañones» más pequeños con inscripciones, que reveló que uno fue fabricado en Inglaterra y el otro en Suecia.: 183–184  Wayne R. Lusardi argumenta que hay una considerable duda razonable para la identificación de los barcos y el buque insignia de Barbanegra y si es el Queen Anne's Revenge ya que el «conjunto de artefactos no refleja» de ninguna manera una «cultura material claramente pirata». Lusardi también afirma la idea de que un pirata deje armas pequeñas y municiones de un buque a tierra es desconcertante, sin embargo, «muchos objetos abandonados se encuentran en el registro arqueológico».: 218  Desde entonces, se han identificado treinta y un cañones y han sido recuperados más de 250 000 artefactos. Los cañones son de diferentes orígenes, como sueco, inglés y posiblemente francés, y de diferentes tamaños como se esperaría con una tripulación colonial pirata. Los piratas también usaron «bolsas de bala» o langrage más que los barcos de guerra porque se inventaron fácilmente y esto se usó con certeza en el Whydah de 1717, que era un «barco identificado positivamente como pirata».: 279  Hay algunas diferencias en el armamento entre piratas y buques de guerra, pero uno en particular son las granadas de mano que eran «bolas de cañón huecas llenas de pólvora negra» y «perforadas con un agujero circular» en el que se insertaba el tubo de un «bambú» para servir como de conducto para el detonador.: 90  Las granadas también fueron explicadas por Defoe como «botellas llenas de pólvora» con «perdigones, balas y pedazos de plomo o hierro» con una «coincidencia rápida al final" en el que en un momento corrían dentro de la «botella al pólvora». Otros argumentan que cualquier modelo sugerido de barco pirata o artefacto pirata incluye precisamente aquellos artículos que tendría un mercante armado, incluida una «mezcla de cañones de diferentes tamaños», a menudo de diferentes naciones, cargados con «disparo diseñado para dañar» las jarcias y el personal de un buque. Además, se encontraría armamento personal como pistolas, machetes y cuchillos en cualquier embarcación,: 280  que Rediker argumenta que se utilizó para «cortarle la nariz a los cautivos y cortarle las orejas».

### Terrorismo como táctica
El mundo moderno temprano estaba repleto de varios métodos de coacción y violencia que el estado utilizaba para imponer su voluntad en los escalones inferiores de la sociedad. No solo perdieron el control sobre sus vidas sino que muchos fueron sometidos a diversos métodos de tortura y pena capital. La institucionalización de estos dispositivos cultivó la noción de terror desde arriba. Según Marcus Rediker, «los piratas usaban el terror conscientemente para lograr sus objetivos», que variaban desde la violencia física y la intimidación hasta la obtención de remuneraciones. Los piratas buscaban ganancias fáciles que les permitieran adquirir botín mientras evitaban un conflicto real.
La herramienta más pronunciada que los piratas tenían a su disposición cuando se enfrentaban a un premio potencial era emplear la bandera pirata. Este símbolo se identificó fácilmente y las consecuencias de la resistencia fueron igualmente conocidas. Los marineros sabían que si fallaban en su intento de defender su nave, había una gran posibilidad de que pudieran ser torturados. La fama de los piratas no se basaba únicamente en la ejecución de tácticas disciplinarias comúnmente utilizadas por los hombres que navegaban con comisión oficial, sino también debido a su hábito de «destruir cantidades masivas de propiedad» con impunidad. La profanación de la carga y el deterioro de los buques fueron casos habituales de enfrentamientos con piratas. Se cree que esto es un «terror indirecto» contra aquellos que los piratas vieron como sus enemigos.

### Robo
El botín característico del pirata incluía la carga de varios barcos así como esclavos o tabaco. También hubo trofeos muy poco convencionales, como la peluca de un capitán capturado que el famoso pirata Walter Kennedy una vez tomó como botín. El premio más buscado que los piratas querían capturar era, sin lugar a dudas, un barco, un buque oceánico que los piratas podían convertir para satisfacer sus propias necesidades. Los piratas arrastraban un barco capturado en busca de armas, mástiles, cuerdas y otros suministros que podrían reparar o mejorar su buque actual. Mientras que capturar un barco que estaba más equipado y más poderoso que su embarcación actual era el premio final, el problema era que «el pirata solo podía capturar un premio que su barco podía atrapar». Un barco más rápido y más grande con armamento de calidad indicaba que el pirata podía capturar otros tesoros más fácilmente.
No fue difícil para los piratas robar «veleros de alta mar, especialmente embarcaciones pequeñas, rápidas y bien armadas como las balandras». El método más común para adquirir premios fue la captura. La captura era una forma en la que un pirata podía vencer a un barco mediante abordaje, artillería y posiblemente intimidación. Otro método dentro de la piratería fue el «crimen de oportunidad». Los piratas se tomarían su tiempo para identificar un objetivo que fuera fácil de capturar. Los objetivos "fáciles" eran raros en alta mar. Esto significaba que los piratas generalmente tenían que esperar la oportunidad de capturar cualquier cosa. Debido a sus metodologías oportunistas y a veces pacientes, los piratas en su mayor parte fueron capaces de capturar sus objetivos sin luchar. «Amenazar con la violencia era una forma efectiva en que los piratas podían saquear barcos, y forzar la divulgación de información sobre dónde estaba escondido el botín».
Aquellos se vieron muy afectados en el Atlántico cuando los piratas capturaron, saquearon y quemaron «cientos de buques mercantes"» con una carga valiosa. Sin embargo, el objetivo del pirata era robar el barco sin luchar ni perder hombres. Los piratas enfrentaron pérdidas de «víctimas resistentes que ocultaron o destruyeron» el botín. Debido a esto, los piratas hicieron un esfuerzo para «maximizar los beneficios» y minimizar el conflicto, lo que podría ser perjudicial para los piratas, las ganancias y el barco. Aunque los piratas querían evitar pelear, aún tenían que superar el potencial perdido del botín oculto. Dos ejemplos de pérdida podrían venir cuando la tripulación de un barco capturado «destruyera el botín para evitar que los piratas lo tomen» o cuando una tripulación escondiera «objetos de valor para mantenerlos fuera de las manos de los piratas». El robo de piratas no era solo para ganar dinero; documentos con información como la ruta de las autoridades gubernamentales o la ubicación de otro barco como botín más grande también fueron importantes. Una vez que se encontró un trofeo, vino la pregunta sobre su valor y cómo distribuirlo si un objeto era indivisible.
Como la mayoría de la gente, los piratas «eran criaturas de incentivos». La piratería permitió que una tripulación se beneficiara de «cada centavo del botín mal adquirido de su barco». La parte del saqueo del propietario era directamente proporcional al trabajo de un tripulante a bordo del barco, y se describió en los artículos del barco. Si un pirata tomara más de lo que le correspondía, se escondiera en tiempos de guerra o fuera deshonesto con la tripulación, se «arriesgaba a ser depositado» en algún lugar desagradable y lleno de dificultades. Además, los barcos no fueron las únicas cosas que pudieron ser saqueadas. Un selecto grupo de piratas también atacó un fuerte de Sierra Leona y varias fortalezas utilizadas para la trata de esclavos.

## La vida de un pirata

### Gobierno y relaciones a bordo
Los piratas eran marineros fuera de la ley pero eso no significa que no tuvieran su propia forma de gobierno a bordo de sus barcos. El mundo de la piratería en madera estaba muy estructurado en lo que respecta a las relaciones a bordo. Baste decir que esta estructura no imitaba la opresión de un barco naval que navega bajo la corona del rey, «querían liderazgo con el ejemplo, no con el liderazgo por jerarquía y estatus adscritos». Antes de cada viaje, o después de la elección de un nuevo capitán, se elaboraban los pactos según las pautas en que funcionaría el barco. En virtud de estos acuerdos, hubo asignaciones de autoridad, distribución de saqueo y raciones, así como aplicación de la disciplina.

#### Rango
Los rangos que se encontraron en las naves ordinarias del siglo XVII y siglo XVIII también se encontraron en barcos piratas. Eran una parte necesaria de trabajar juntos de manera eficiente para sobrevivir a los peligros de los mares. El fracaso de los capitanes y otros oficiales para condescender con los marineros podría provocar el deseo de que la tripulación se amotinase, desafiando así el derecho de los oficiales a la deferencia. Los desafíos del siglo XVIII a las estructuras de poder monárquicas y aristocráticas se desangraron en la vida a bordo.
Los piratas eran en su mayoría antiguos marineros mercantes, o al menos hombres que habían navegado en embarcaciones legítimamente antes de recurrir a la piratería. Como resultado, un barco pirata todavía tenía la terminología habitual procedente de los buques mercantes, pero el papel que cada marinero de alto rango jugaría en el barco pirata no era la norma. Un barco pirata tenía un «capitán del barco». Como argumenta el economista Peter Leeson, los capitanes piratas fueron elegidos democráticamente por toda la tripulación. Este no era un título de por vida y tenía menos poder que el capitán mercante, ya que Leeson proporciona evidencia de que los capitanes piratas fueron removidos de la posición; en un caso, trece capitanes fueron removidos durante un viaje, por no rendir al nivel que se esperaba de ellos o por sobrepasar sus límites de autoridad. El capitán pirata tenía el mando absoluto cuando perseguía un buque o en combates militares, de lo contrario, era otro miembro de la tripulación.
Para controlar aún más el poder del capitán, la tripulación elegiría un intendente para asegurarse de que los hombres recibieran las raciones necesarias y la distribución equitativa del botín. También «intervenía en los conflictos de miembros de la tripulación» y «administraría el castigo». Este era generalmente un marinero con experiencia en quien la tripulación confiaba y conocía bien. Leeson declara que un capitán pirata no podría realizar ninguna acción sin el apoyo del intendente. Uno de ellos fue Hendrick van der Heul que navegó con William Kidd. Tuvo la fortuna de nunca haber sido condenado por piratería y vivió una vida completa más allá de sus días en el Adventure Prize.
Otros rangos fueron el de contramaestre, maestro, artillero, doctor y carpintero. Los tripulantes regulares tuvieron mayor poder sobre el barco pirata en el consejo, del cual se tomaron todas las decisiones importantes, y cada pirata tenía un voto. Los cirujanos de algunos barcos piratas, debido a su estatus superior en la sociedad regular y en la capacitación especial, no pudieron votar cuando el consejo se llevó las urnas.

#### Disciplina
La disciplina a bordo en los buques mercantes y navales era notoriamente dura y, en la mayoría de los casos, violenta. Los piratas, habiendo sufrido bajo estas medidas, usaron un proceso más democrático para determinar cómo castigarían a los marineros aberrantes, y hubo menos transgresiones que se consideraron punibles. Estos castigos seguían siendo a menudo violentos, que era la norma a principios del siglo XVIII.

### Comunidad
Una parte de las obligaciones que conllevaba convertirse en pirata era cumplir con la expectativa de desarraigar su entorno de vida y pasar la mayor parte de su tiempo en el mar. Se requirió que los hombres vivieran en cuartos estrechos y claustrofóbicos muy cerca de otros. La incomodidad podría haber creado un ambiente más hostil, pero no fue así. Mientras estaban en el barco, los piratas «mantuvieron un orden social multicultural, multirracial y multinacional». Este nuevo orden social estableció un profundo sentido de comunidad entre los hombres. Constantemente mostraron solidaridad mutua y desarrollaron fuertes sentimientos de lealtad grupal. Las comunidades de piratas estaban dispuestas a unir fuerzas «en el mar y en el puerto, incluso cuando las diversas tripulaciones eran extrañas entre sí». La atmósfera comunitaria positiva a bordo del barco creó una situación hogareña en la que había límites sociales y físicos limitados dentro del grupo.

### Ropa

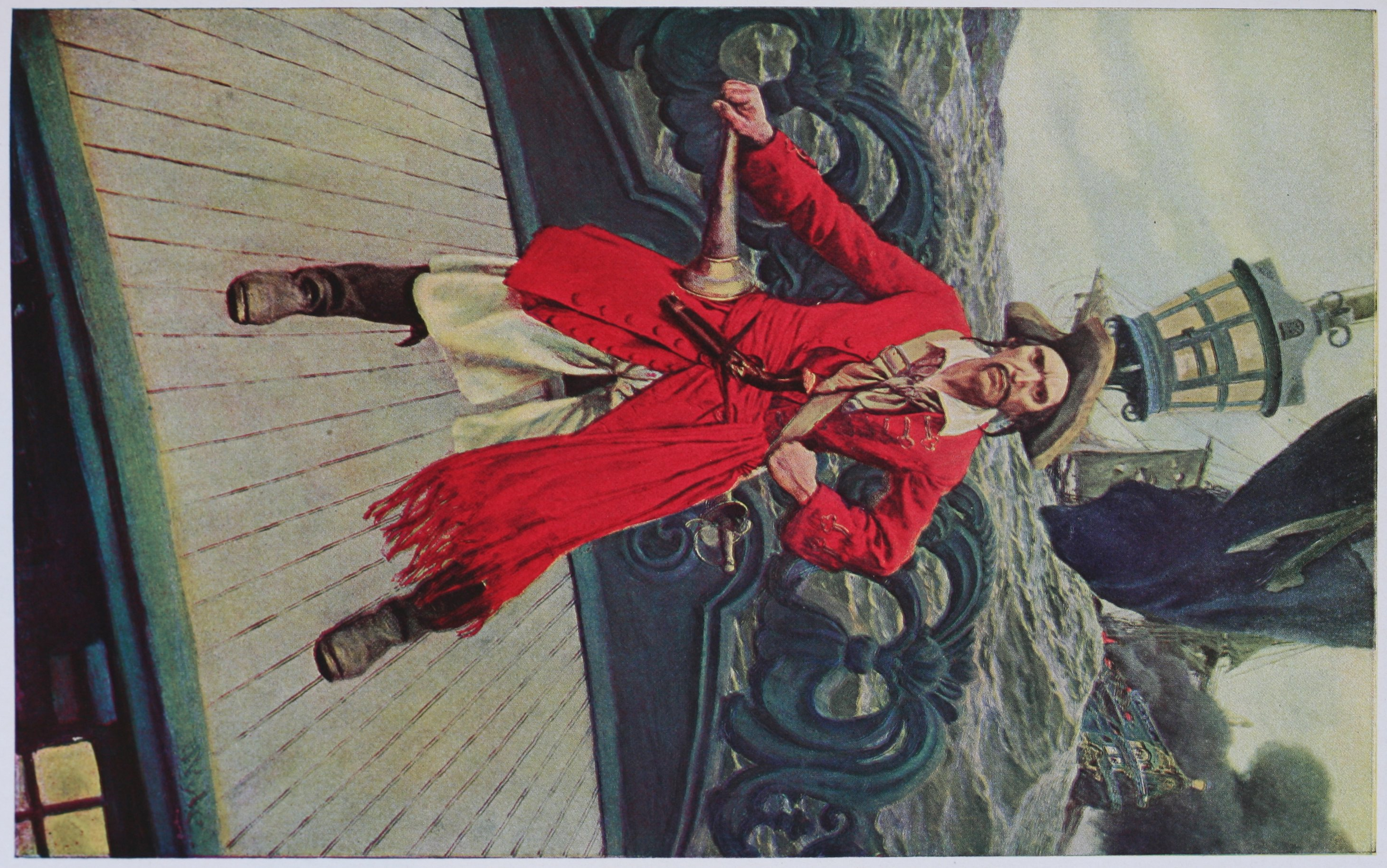
La representación de Howard Pyle en el de un capitán pirata

No se confeccionaron uniformes de tipo estándar para nadie a bordo de un buque antes de 1748 en la marina real británica. La ropa estaba un tanto estandarizada en 1623, cuando los marinos pudieron comprar ropa a precios fijos de los Comisionados de la Armada. La selección no fue extensa; artículos incluidos: Monmouth capps, gorras rojas, medias de lana, medias irlandesas, camisas de soplido, camisas blancas, chalecos de algodón, cajones de algodón, zapatos de cuero de Neats, ropa de cuello soplido, suites de lona, Ruggs de una anchura y Blew Suites. Hasta 1664, a los marineros que fueron presionados en la Marina no se les dio ropa y se les obligó a usar la ropa que tenían en su equipaje hasta acumular varios meses de paga cuando podían comprar ropa.: 16, 18, 19, 30 
Los piratas de principios del siglo XVIII y anteriores usaban la misma ropa que cualquier marinero. La ropa, como cualquier bien tangible útil, cuando se captura como botín, se distribuirá. Calico Jack Rackham era conocido por su «vestido extravagante». Sir Richard Hawkins, el famoso corsario isabelino, defendió el uso de armadura en la batalla mientras estaba en el mar. Los registros indican que no había suficientes piezas de armadura para que todos se la pusieran por lo que era probable que solamente la tuvieran sus oficiales y para él mismo.: 16  Se usó ropa de lana en latitudes más extremas.
Al igual que en las historias de Anne Bonny y Mary Read, las mujeres, a menudo cuando están en un buque se ponen ropa de hombre. Esto fue inmortalizado en una canción popular inglesa, «mis mechones amarillos cortaré, la ropa de los hombres me pondré, y yo iré contigo y seré tu hombre de espera».: 50 

### Discurso pirata
Argumentan académicos como Peter Leeson y Marcus Rediker que un pirata era alguien que más a menudo provenía de una ocupación marítima previa. Eran mercantes marineros, marineros de la armada real y corsarios, todos los cuales formaban parte de una tripulación pirata. No eran de clase alta, sino de «escoria de la sociedad». George Choundas sostiene en su libro Pirate Primer que en realidad había un lenguaje pirata, pero era simplemente acentos y la forma de hablar a la que los hombres de los mares estaban acostumbrados. Venían de diferentes orígenes étnicos o unidades políticas, por lo que el habla pirata era simplemente la forma en que estos hombres podían comunicarse; y lo que todos sabían era el lenguaje de los mares.: i–xv  Fue el habla náutica de los siglos XVII, XVIII y XIX.

### Comida y alcohol

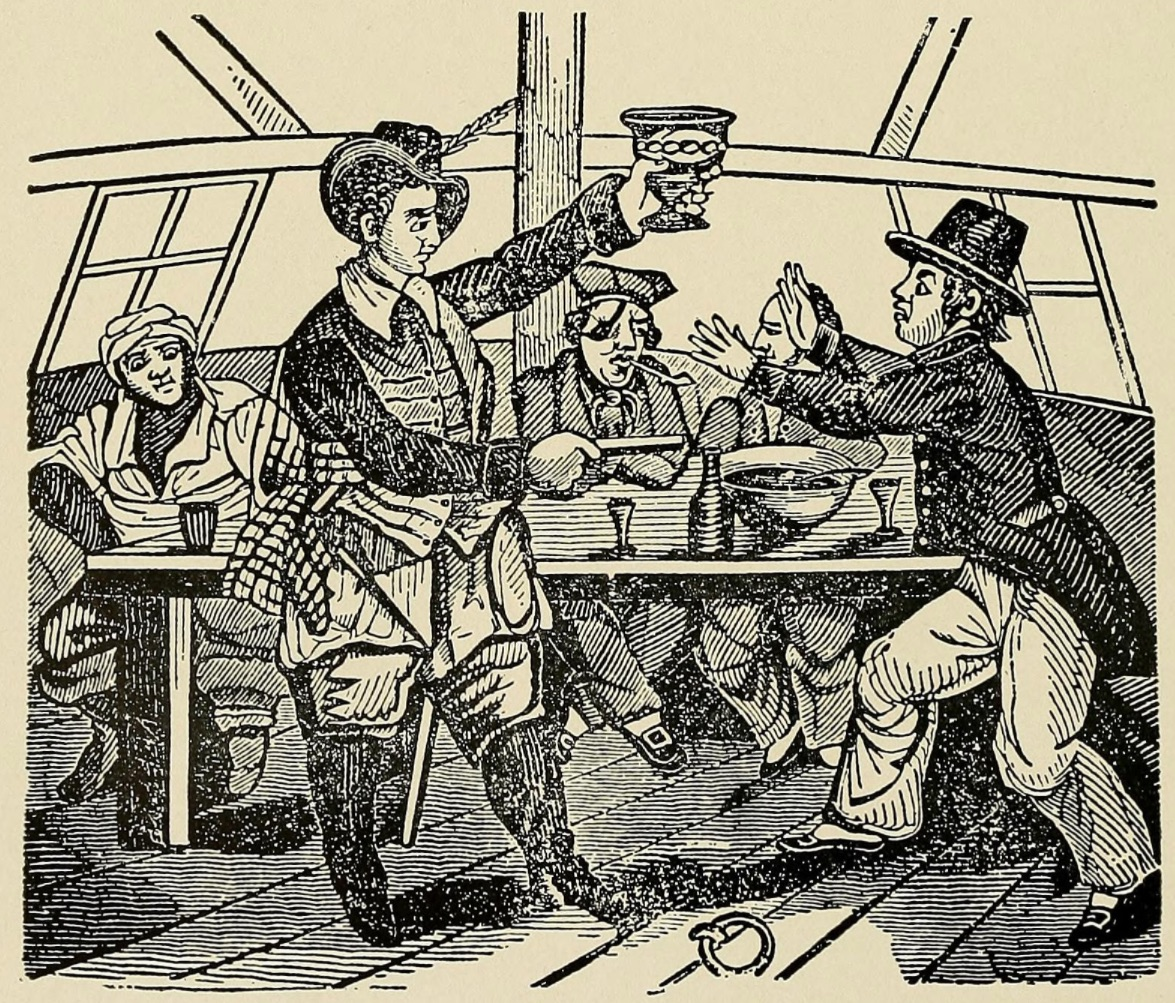
El capitán pirata John Phillips obliga a un prisionero a punta de pistola a beber alcohol

Los piratas del Atlántico comían gran parte de los mismos alimentos que sus cohortes principales de marineros. A menudo obtendrían más, pero lo ideal sería obtener alimentos de mayor calidad. Los marineros en el servicio mercantil y naval a menudo recibían cantidades exiguas de sustento de baja calidad. Durante una semana típica, cinco marineros no piratas podrían compartir cuatro o cinco libras (peso pre-salado) de carne de res y cinco libras de pan.  La escasez de comida podría ser la razón principal por la que algunos marineros recurrieron a la piratería, como el pirata John Phillips quien "despotricaba" sobre el comerciante John Wingfield, alegando que había dejado pasar hambre a sus hombres. La principal diferencia entre los navegantes legales y sus contrapartes ilegales es que esperaban encontrar un suministro abundante de alimentos con la captura de embarcaciones.
Una diferencia determinante en el sistema alimentario de un barco pirata es que no tenían que competir con oficiales como marineros en la marina o en servicios comerciales.
La comida y el alcohol fueron tratados de manera similar, divididos por igual. Las necesidades de la vida se distribuían por igual, a diferencia del botín, que por lo general se daba en mayores proporciones a los oficiales, como se indica en sus artículos. El pan, la mantequilla, el queso y la carne eran artículos que muchos marineros de bajo nivel consideraban lujosos, pero que los piratas esperarían con la mayor frecuencia posible. Hay evidencias de que los piratas esperaban específicamente encontrar comestibles en su botín sobre la especie. Un pirata, Joseph Mansfield, afirmó que el «amor de la bebida» eran motivos más importantes que el oro. Esta política de igualdad estricta no parece ser aplicable a los corsarios anteriores, como señala Kris Lane en Pillaging The Empire: Piracy in the Americas, 1500-1750. El neerlandés Sea Rover del siglo XVII, Joris van Speilbergen y los líderes de las expediciones cenaron «carne de res, cerdo, aves, cítricos, frutas, conservas, aceitunas, alcaparras, vinos y cerveza», mientras que la tripulación común de ese viaje «vivía a costa de hierbas con mejillones y bayas».
El capitán George Lowthar utilizó el engaño, pretendiendo ser un mercante amistoso, subió a bordo de un barco mercante para extender los saludos habituales. Allí, la tripulación de Lowthar inspeccionó secretamente la carga y encontró artículos de interés. Una vez que dieron a conocer sus intenciones a la tripulación abordada, terminaron tomando treinta barriles de brandy y cinco barriles de vino, entre otros bienes. La tripulación de Lowthar decidió tomar el barco una vez que decidieron que valía la pena tomarlo.
Los marineros podrían esperar complementar sus exiguas dietas con pescado si tuvieran la suerte de atraparlos.  Las islas frecuentadas eran abundantes con alimentos potenciales, como tortugas, aves marinas, mariscos y peces. La tortuga marina fue considerada como la mejor carne posible. Mientras que en el mar, cuando escasean los suministros, se capturaban pescados como el pargo, el tiburón, el bagre, el mero y el atún blanco, que a menudo se asaban a la parilla, aunque habría que tener la certeza de no dejar que la cubierta se quemase. Cuando la comida era escasa, se puede establecer un sistema de racionamiento similar al de los marineros legales. En algunos casos, los únicos artículos que se pidieron a la víctima saqueada de los piratas fueron comida y bebida. Cuando se encontró oro o plata, la comida era un artículo popular al que intercambiar cuando el trueque era más fácil que luchar.
El agua era esencial, pero difícil de mantener utilizable por mucho tiempo. El alcohol, como la cerveza y especialmente los vinos se mantendrían por mucho más tiempo. Al igual que la comida, a las tripulaciones piratas se les dio el mismo título de licores fuertes capturados. El alcohol, notoriamente, se gastó más rápido que en otros buques marinos más tradicionales. Irónicamente, el esclavista convertido en pirata Bartholomew Roberts era un «hombre serio» y no permitiría que su propia tripulación bebiera a bordo del barco.
Woodes Rogers, corsario convertido en cazador de piratas anotó una bebida llamada flip. La mezcla consistía en ron, cerveza y azúcar, se servía caliente, a menudo en una lata. Otra bebida popular fue golpe. Se hicieron diferentes versiones según los ingredientes disponibles. Una versión de ron se llamaba bumboe. El capitán George Shelvocke disfrutó de hipsey, una mezcla de brandy, vino y agua.
El sermón de Andrew Brown a fines del siglo XVIII lo enfocó en los peligros de «la vida marinera». Centrándose en el exceso de alcohol, predicó que beber se había convertido en un hábito para los piratas. Continuó diciendo que el exceso de indulgencia había sido «considerado durante mucho tiempo como una de las características distintivas de la vida marinera".: 39  BR Burg escribe extensamente sobre el libertinaje y el comportamiento desenfrenado de los piratas cuando conseguían grandes cantidades de alcohol. Hay numerosos casos en que los piratas estaban demasiado borrachos para capturar barcos, defender sus propios barcos, negociar intercambios de prisioneros, controlar tripulaciones y evitar motines y, a veces, simplemente navegar. Un caso similar terminó con la muerte de 118 hombres de una tripulación de 200 personas debido a un naufragio. Barbanegra, después de una «pelea prolongada de bebida» y mientras «reía a carcajadas» le disparó a su compañero Israel Hand en la rodilla mientras decía «lámelo de por vida».

### Enfermedad, enfermedad y salud
Enfermedades como la disentería, la malaria, la viruela y la fiebre amarilla crearon problemas entre los barcos y «podrían ser fatales». Tanto los piratas como los corsarios estaban un poco mejor que aquellos que trabajaban en barcos mercantes o navales ya que "la comida era superior», «la paga era más alta», «los turnos eran más cortos» y los «poderes de la tripulación en la toma de decisiones fue grande». Las epidemias y el escorbuto llevaron a algunos a abandonar «buques de guerra para pasarse a buques piratas». En el caso de que se produzcan discapacidades durante el servicio al buque, algunos piratas establecen un plan de «riqueza común» para pagar a cualquier hombre en caso de lesión. Artefactos médicos recuperados del sitio del naufragio del Queen Anne Revenge de Blackbeard incluía una jeringa uretral utilizada para tratar la sífilis, bomba cisterna para bombear líquido en el recto, un ronzal que puede haber sido utilizado en tratamientos de sangría, y un mortero de latón fundido y mano de mortero utilizados en la preparación de medicamentos.

#### Médicos y cirujanos
Había médicos y cirujanos presentes en algunos barcos piratas. Cualquier cirujano o médico que navegó con piratas, según Rediker, fue considerado por sus colegas como «loco». Los cirujanos o médicos recibían más raciones, entre «uno y cuarto» y «uno y medio» más que otros hombres en barcos piratas. Sin embargo, no siempre se confió en los médicos y cirujanos, ya que no se les permitió votar con el equipo «debido a su origen de clase (o estado forzado)".

### Mujeres en los barcos
Las supersticiones que rodeaban a las mujeres en los barcos eran desenfrenadas. Estar a bordo de un barco pirata exigía «fuerza física y resistencia». Pocas mujeres pudieron hacer el trabajo estándar. Se creía ampliamente a bordo de los barcos que las mujeres eran perjudiciales tanto para el trabajo como para el orden social. Las mujeres eran «objetos de fantasía», pero también se las veía como causa de circunstancias pobres, desacuerdos y «posibles infracciones en el orden masculino de la solidaridad marítima».
Un caso raro en el que una mujer decidió abordar un barco pirata proviene de la historia del capitán Eric Cobham y una prostituta llamada María. A pesar de que los artículos del barco indicaban que no se permitía a los niños y las mujeres en el barco, Cobham no sufrió ninguna recriminación por parte de la tripulación cuando la subió a bordo. Mientras estaba en el barco, María demostró que era «tan insensible como la peor». Las acciones de María hicieron que Cobham «estuviera más nervioso que nunca», tanto que efectivamente lo asustó de piratear. : 110, 111 
Anne Bonny, después de conocer a Calico Jack, subió a su barco y le dio los votos necesarios para ser elegido capitán. Anne fue elegida "segunda al mando", pero se convirtió en la verdadera líder del barco e incluso se llevó la residencia del capitán lejos de Calico. Como líder, Anne diseñó sus ataques con "astucia y fantasía", lo que le permitió escapar ilesa de posibles batallas mediante la duplicidad y «una buena dosis de teatro».: 192–199 
Mary Read fue menos temeraria y espontánea que su «contraparte», Bonny. Read también fue admirado por« su virtud y sentido de la justicia». Tanto Read como Bonny se vestían como mujeres a bordo del barco, pero se ponían pantalones para la batalla. Estas mujeres fueron aceptadas por la tripulación debido a su capacidad de gestión, habilidades de navegación y por su perseverancia continua para superar al resto de la tripulación.: 206, 192, 206–207  Bonny y Read se establecieron independientemente como mujeres feroces y de capa y espada, y se definieron como auténticos piratas en todos los sentidos. No obstante, las mujeres como piratas eran prácticamente inexistentes.

### Piratas y sexo
El mundo de los piratas, como otros marinos, era complejo. El historiador BR Burg interpreta este mundo solo para hombres como una elección que estos hombres hicieron para vivir donde había muchas oportunidades para la conducta sodomítica. Burg argumenta que el comportamiento sodomítico no fue proscrito a fines del siglo XVII y principios del siglo XVIII lo que esto permitió a los marineros tener la opción de vivir en comunidades sodomíticas. Si bien los piratas, como los describen Defoe/Johnson, ocasionalmente tomaron esposas y violaron a mujeres cautivas. Burg argumenta que esto era inusual y no indicaba un patrón heterosexual.
Hans Turley, utilizando evidencia literaria, sugiere que la naturaleza desviada de la piratería fue mano a mano con su percepción de homosexualidad. [25] : 81 Tanto Turley como Burg señalan que este comportamiento homosexual de ninguna manera implicaba que estos hombres fueran afeminados. Por el contrario, sus contemporáneos los consideraron hipermasculinos.
Cierta literatura sobre el tema de los piratas y la conducta homosexual sostiene que estas relaciones sexuales o sodomíticas a veces se formalizaron en uniones civiles denominadas matelotage (de la palabra francesa marinería o náutica). La práctica se caracteriza por prácticas tales como navegando en consorte, acuerdo para compartir bienes y riquezas, beneficios de sobrevivientes si uno de los miembros murió y compartiendo las mismas viviendas.
Carolyn Eastman también descubre que los piratas fueron representados como personajes hipermasculinos del siglo XVIII y también señala que fueron representados como transgresores sexuales. Ella argumenta que esta imagen de piratería atraía a los hombres de élite, que disfrutaban el pensamiento de una masculinidad alternativa sin la restricción requerida de los hombres en las clases altas.

## "Enemigos de toda la humanidad"

### Hosti Humani Generis
El flagelo de los piratas de alta mar fue lanzado como hosti humani generis, un término derivado de la ley romana. Sir Edward Coke en parte le dio este título en su esfuerzo por renovar la legislación existente que trata de la piratería. Como consecuencia de esta etiqueta, un juez del Almirantazgo con el nombre de sir Charles Hedge emitió una proclamación arrolladora que otorgaba el poder de «jurisdicción sobre todas las personas, en cualquier lugar de la tierra, que interfirieran con el comercio inglés». La última gran época de la piratería dio lugar a individuos que, como cohorte, se definieron por «su rechazo casi universal de las autoridades nacionales y religiosas».
En el libro Rum, Sodomy, and the Lash, Hans Turley ahonda en las implicaciones de la amenaza multidimensional que los piratas representan para el establishment social y económico dentro del reino británico. Turley declara que había un argumento para hacer en el que se percibía que los piratas «no pertenecían a ninguna clase en absoluto» y que «habían dado la espalda a la sociedad normativa». Además, para solidificar la prestación del término hostis humani generis a los piratas, Turley conecta las implicaciones económicas y legales que establecen que los piratas eran «mercaderes criminales» que se «oponían a los mercaderes marinos respetuosos de la ley».

### Cotton Mather
Cotton Mather, un ministro puritano, escribió que la costa había sido plagada de piratas y que su congregación deseaba poder librarse de esta molestia. Mather creyó que sus oraciones fueron respondidas cuando seis piratas fueron capturados y hechos prisioneros. Antes de que se llevara a cabo su ejecución, él «le dio las mejores instrucciones» y pudo orar con ellos.: 22, 729, 488  Después de predicar a los piratas, Mather quería que «proporcionaran ejemplos y advertencias» a la multitud que esperaba las ejecuciones para «afirmar los valores del cristianismo».
Los ministros defendieron que los niños deberían estar protegidos de este estilo de vida rebelde y deberían «evitar que se vayan al mar». Muchos ministros consideraron que «seguir la religión en el mar sería imposible de sostener mientras los marineros tomaran el nombre del Señor en vano». El ministro John Flavel también destacó que el mar era un lugar «con extrañas criaturas» donde los pecados proliferaban y «la muerte era omnipresente». Flavel continuó diciendo que los marineros «no deben ser contados ni con los vivos ni con los muertos, y sus vidas cuelgan continuamente en suspenso ante ellos».
La vida en el mar era dura, lo que podía hacer que los hombres sintieran «su propia insignificancia y dependencia del Dios todopoderoso». Hubo incluso sociedades y organizaciones que promovieron la religión entre los marineros a lo largo de los frentes tales como «La Sociedad Bíblica Marina de Nueva York», los «Marineros en el Puerto de Nueva York (SPGAS)» y la «Sociedad Americana de Amigos de los Marinos ( ASFS)».
Los piratas eran vistos como individuos impíos, y sin embargo, lo más parecido a una «constitución pirata» eran los «convenios de la iglesia puritana» de Nueva Inglaterra, «sin la aceptación de lo divino». «Personas temerosas de Dios» afirmaron que los piratas eran «demonios destinados al infierno». Algunos piratas, como Barbanegra, adoptaron esta creencia al «invertir los valores del cristianismo», y se lanzaron de una manera que «la sociedad entendió como el mal» e incluso al abrazo de Lucifer.

### Sistema legal
Antes de mediados del siglo XVII, como los piratas del Atlántico eran tratados bajo la ley se adherían ampliamente a un tratado de 1559 entre Francia y España que establecía la regla de que «no hay paz más allá de la línea», lo que significa que las hostilidades en aguas del Nuevo Mundo , cualquier cosa al oeste de las Azores, no se regía por las normas europeas. A medida que España perdió gradualmente la hegemonía en el Atlántico esta política cayó en desuso y las leyes británicas se volvieron cada vez más importantes en el mundo legal de la piratería.
A principios del siglo XVII comenzó a tomar forma una visión legal más coherente de la piratería, con el trabajo Mare Liberum, Mar Libre, del jurista y erudito holandés Hugo Grotius tratando de establecer una distinción legal entre corsarios con cartas de piratas. Grotius también intentó marcar el dominio del mar de España y Portugal como una forma de piratería en sí misma, ya que intentó bloquear los mares.
A fines del siglo XVII, cuando comenzaba la Edad de oro de la piratería, se produjo un cambio importante en la política británica, que acompañó su ascenso como potencia marítima. Sin embargo, Gran Bretaña tenía varios sistemas legales en competencia que podían reclamar jurisdicción sobre la piratería. El sistema legal de los ingleses a fines del siglo XVII fue construido sobre la ley común (28 Henry VIII, c.15). Esto permitió que fueran admitidas las pruebas circunstanciales, pero también obligó a los capturados a ser transferidos a Inglaterra, donde era aplicable la ley . Esto fue una gran carga para los gobiernos coloniales para hacer cumplir la extradición. Además, el énfasis de la ley común en los tribunales locales, el derecho a un jurado de pares y el trato diferente de los ingleses y los extranjeros choca con la naturaleza internacional de la piratería; piratas extranjeros atacaron barcos británicos y viceversa, y la piratería a menudo tuvo lugar en aguas fuera del dominio británico, aunque la nacionalidad de los implicados podría ser británica. Para complicar aún más las cosas, la Corona británica insistió en juzgar cualquier caso de piratería que involucrara a un súbdito británico de alguna manera. Las insuficiencias del derecho consuetudinario condujeron a la adopción del sistema de Derecho del Almirantazgo, un sistema originado en la Edad Media, para gobernar los casos de piratería.
Durante el siglo XVII Jamaica se convirtió en un refugio para piratas. Henry Morgan fue nombrado vicegobernador. Durante este período, hubo debate entre los académicos ingleses sobre el alcance de la jurisdicción de los 1536 actos. Jamaica tenía una de las primeras leyes para impartir justicia con legitimidad real. Se hizo conocido como The Jamaica Act. 1683 marcó el comienzo de leyes agresivas contra la piratería. Con la política cada vez más antipirata del gobierno de Jamaica, comenzó un éxodo en esa isla. Esta ley era la única de su tipo en las colonias del Caribe o América del Norte y simplemente obligó a los bucaneros y piratas a salir a las Carolinas, Nueva York y las Bahamas.
Bradley Nutting argumenta que los primeros piratas de la Edad de Oro fueron violadores y saqueadores de varios peregrinos musulmanes en 1695 los que inicialmente fueron responsables de la avalancha de leyes a principios del siglo XVIII. Después de que Henry Avery capturase el barco magnate de la East India Company solicitó en 1696 al Privy Council emitir una proclamación de arresto. Se ofreció una recompensa de cincuenta libras por la tripulación de Avery, mientras que se ofrecieron quinientas libras por el propio Avery. Esos incidentes condujeron a dos actos importantes del Parlamento que reformaron la política británica hacia la piratería tanto en Gran Bretaña como en las colonias.
La Act for Preventing Frauds de 1696 transfirió la responsabilidad de perseguir la piratería de las autoridades centrales británicas a los gobiernos coloniales, estableciendo cortes coloniales de vicealmirante para crear uniformidad. Antes de este acto, hubo considerable variación en la existencia y el cumplimiento de las leyes contra la piratería entre Gran Bretaña y sus colonias, y entre las mismas colonias. La Ley 1698 la Act for the More Effectual Suppression of Piracy hizo todos los actos de piratería "confiables" ya sea en el mar o en los recién creados tribunales coloniales de almirantazgo, suspendió el derecho a un juicio por jurado para los acusados de piratería y animó a las colonias británicas a redoblar sus esfuerzos contra la piratería.
«Ley de Piratería de 1700». La legislación tardó dos años en aprobarse después de las reiteradas presiones de la Compañía de las Indias Orientales y la Junta de Comercio. Ahora había autorización para establecer tribunales de vicealmirantes en todas las colonias con autoridad legal para llevar a cabo la sentencia. El primer pirata notable en ser llevado a juicio con este nuevo conjunto de leyes fue el capitán Kidd. A Kidd se le negó una defensa adecuada, así como la capacidad de revisar los documentos que según él lo exonerarían. Irónicamente, fue absuelto de piratería, pero condenado por asesinato. De todos modos, fue ejecutado y su cuerpo fue colgado con cadenas sobre el río Támesis durante años.
Después del final de la guerra de sucesión española y de los corsarios legales por medio de la Paz de Utrech que trabajan para un gobierno legítimamente reconocido, el simple se volvió hacia la piratería. Como muchos políticos temían, la estrategia de guerra de corsarios fracasó. La corrupción de los funcionarios locales también fue un problema para las autoridades. Edward Teach «Barbanegra» sobornó al gobernador colonial de Carolina del Norte para evitar el enjuiciamiento.
Un mayor esfuerzo para combatir la piratería con las fuerzas navales eliminó la piratería. Esta combinación de leyes y esfuerzos navales fue responsable de miles de muertes de piratas y presuntos piratas. En un momento en que la misericordia real y los perdones en Inglaterra conmutaban rutinariamente las penas de muerte por sentencias menores, especialmente una u otra forma de trabajo forzado (después de la Ley de Transporte de 1718), los piratas rara vez veían reducidas sus sentencias y en su lugar eran colgados en grandes cantidades y altas porcentajes.

### Piratas a prueba
Los propios piratas a menudo consideraban el juicio en la corte que les esperaba a muchos de ellos como poco más que impostores. En al menos una ocasión, los piratas de la tripulación de Antis organizaron un simulacro de comedia que satirizó el sistema legal como injusto y sanguinario, concebido contra ellos. Sin embargo, en muchos casos, los sospechosos acusados de piratería podrían llamar a testigos favorables, desafiar la selección del jurado y presentar documentos a su favor. En algunos casos, en especial el juicio del capitán William Kidd, el sospechoso incluso recibió asesoría legal profesional. Incluso después de que la Ley para la supresión más efectiva de la piratería abolió la necesidad de un jurado en los juicios de piratería, los juicios a menudo fueron decididos por jurados en lugar de jueces. Al mismo tiempo, los jueces en juicios por piratería interferían para inclinar la balanza contra un presunto pirata, ayudando a garantizar su ejecución ahorcándolo. A pesar de esto los juicios piratas no fueron totalmente unilaterales, y los piratas en múltiples ocasiones obtuvieron veredictos de no culpabilidad en los tribunales.

#### Lista de juicios de piratas
Cuatro ejemplos de juicios de piratas van desde 1676 hasta 1861.
- Trial of George Cusack and Crew (1676)
- Trial of Crompton Guyther and Crew (1680)
- Trial of Capt. William Kidd (1701)
- Trial of the Privateer Savannah on Charge of Piracy (1861)

### Aplicación naval
No fue hasta que se firmó la firma del Tratado de Utrecht en 1713 cuando se decidió la guerra con Francia que Gran Bretaña podría hacer un intento serio de desplegar su armada contra la piratería. En 1718 la armada real fue readaptada para la acción contra los piratas y con buques de guerra de tercera, cuarta y quinta categoría armados con más de setenta cañones, más poder de fuego que cualquier barco pirata de la época podría haber resistido. Como argumenta David Cordingly, los piratas «no podían competir con escuadrones navales de esta fortaleza» y la única razón por la cual la piratería había sido tan exitosa era porque el gobierno británico no había puesto este nivel de esfuerzo en la caza de piratas.
Dos conocidas acciones navales contra los piratas son las destrucciones exitosas de Edward Teach, o Barbanegra, y Bartolomé Roberts. En 1718, frente a la costa de Carolina del Norte, en la ensenada de Ocracoke, el barco de Teach estaba fondeado y sorprendido por el teniente Maynard de la armada real. Maynard y Teach se enfrentaron con armas pequeñas y cañones hasta que los barcos estuvieron lo suficientemente cerca para abordar; Maynard abordó el barco pirata para luchar contra Teach, y el famoso pirata finalmente cayó muerto. La muerte de Barbanegra se convirtió en leyenda y fue utilizada por la marina real en su campaña de propaganda para eliminar la piratería.
En 1721, el infame pirata capitán Roberts fue acorralado frente a la costa de África por un capitán Ogle en el HMS Swallow, un poderoso buque de guerra de cincuenta cañones. Roberts estaba convirtiendo un grupo de barcos franceses que había capturado para su propio uso cuando el Swallow navegó para atacar. Roberts peleó contra Ogle a pesar de ser superado y murió durante la batalla. Con los piratas más famosos de la época y con la armada real y corsarios contratados por los gobernadores pululando por las colonias americanas el Caribe, la piratería fue sistemáticamente perseguida hasta su extinción.

### El castigo por la piratería

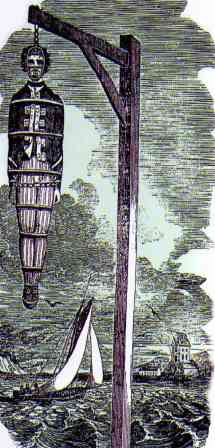
El cadáver del capitán Kidd expuesto después de su ejecución

En el mundo atlántico de los siglos XVII y XVIII, la piratería se definió como cualquier acto criminal cometido en alta mar. Esto significa que muchos de los acusados de piratería eran delincuentes, pero no necesariamente una tripulación de marineros que capturaban barcos. William Wood fue condenado y ahorcado por llevarse el dinero de sus capitanes después de que él y otro marinero discutieran con él y lo arrojaran por la borda.
Defoe publicó el estatuto relacionado con la piratería a principios del siglo XVIII en A History of the Pyrates. En el estatuto el crimen se diferenció del corso en tiempos de guerra, y definió quién era punible en términos muy específicos. El castigo prescrito, si era declarado culpable, era «Muerte sin beneficio del clero y confiscación de tierras y bienes». El estatuto era aplicable a las colonias americanas, pero Escocia fue excluida. Se puede llevar a cabo una sentencia de muerte contra piratas capturados en el mar sin el beneficio de un juicio, según el estatuto. A menudo se llamaba al clero para aconsejar al prisionero en el momento anterior a su muerte, o alguien más cumplía este rol.
A lo largo de su texto, Defoe/Johnson describió los castigos infligidos a los piratas capturados. La ejecución pública por ahorcamiento era típica, aunque a algunos se les daban sentencias menores, como los contratos, si el tribunal no estaba convencido de su complicidad con la misión pirata, o si había otras circunstancias atenuantes. Los cuerpos también se mostraban a veces después de la ejecución. Las ejecuciones a principios del siglo XVIII fueron algo comunes en todo el mundo atlántico y hubo cientos de crímenes que podrían llevar a la pena de ejecución.: 163–164 
Los tribunales del Almirantazgo y hombres como Cotton Mather finalmente arrebatarían poder a los elementos deshonestos. Con actos públicos horripilantes que se llevaban a cabo para que todos los vean, los piratas fueron asesinados y se mostraban en masa en muchos de los puertos que una vez saquearon o llamaron hogar en el Nuevo Mundo.

### Barcos fantasmas

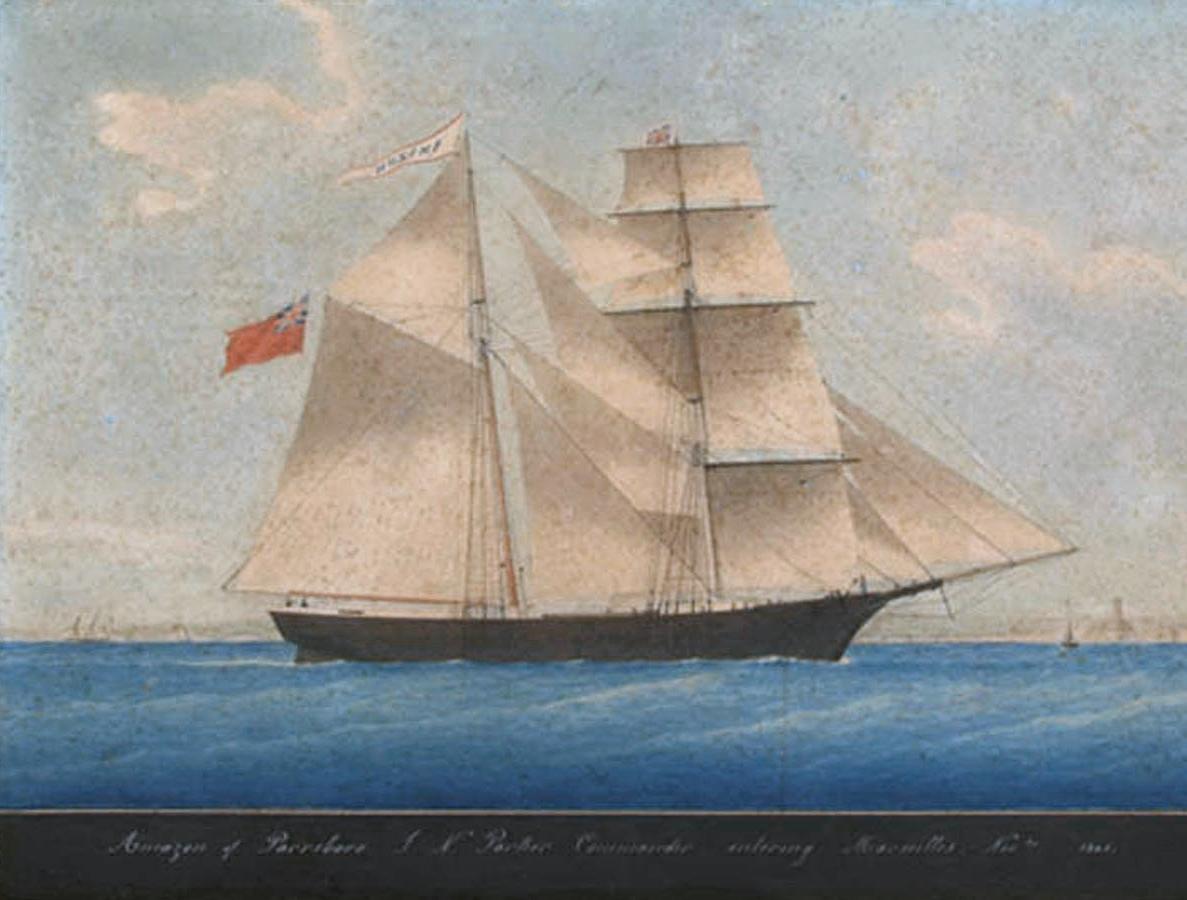
El bergantín Amazon en el puerto de Marsella en noviembre de 1861. Más tarde sería rebautizado como Mary Celeste, nombre con el que se haría famoso como barco fantasma

El término barco fantasma es un término marítimo desde hace mucho tiempo para «cualquier barco que se encuentre navegando sin su tripulación». Los poderes sobrenaturales están obligados a aparecer en cualquier discusión sobre naves fantasmas. Un conocido barco fantasma es el Flying Dutchman, que se dice que está explorando continuamente en busca de «puerto seguro» y que está condenado a «perseguir eternamente al cabo».: 5–6 
No era inusual que una tripulación abandonara su nave en los momentos de su hundimiento, mediante el uso de botes salvavidas o la adquisición de otra embarcación. Ocasionalmente, equipos enteros podrían haber sido «arrastrados por la borda» en condiciones meteorológicas adversas, pero la nave sería destruida lo suficiente como para explicar el destino de la tripulación. Incluso con menos frecuencia, los barcos podrían ser alcanzados por piratas o por un motín dentro de la tripulación. Durante este tiempo, la tripulación sería «secuestrada y obligada» a navegar en otros buques.
En 1735, el barco Baltimore se encontró anclado en Chebogue, Nueva Escocia. La gente de la ciudad especulaba sobre los «poderes sobrenaturales» que guiaban el barco vacío. Después de una investigación a bordo del barco, los hombres notaron que la cubierta «estaba inundada de sangre». Una vez dentro, los hombres encontraron a una mujer que describió cómo los «indios locales» asesinaron a la tripulación. Después de esto, el barco fue abandonado ya que «ni una sola persona quería comprarlo, navegarlo o incluso subir a bordo». Pasó algún tiempo antes de que los lugareños descubrieran que la tripulación en realidad había sido asesinada por los prisioneros que transportaban en el barco, y que la mujer era una de las diez reclusas que habían sobrevivido.: 21  Un barco fantasma desconocido fue visto en 1785; el barco no tenía velas ni tripulación con «quince africanos a bordo». Basándose en su condición desolada, se consideró que su tiempo a bordo del barco había sido largo. Podría haberse producido una «rebelión a bordo» en la que la tripulación había perecido junto con algunos africanos. En este escenario, es posible que ninguno de los sobrevivientes entendiera «cómo navegar el barco y murieron de hambre lentamente».  En el siglo XX, el barco Carroll A. Deering fue encontrado en el Atlántico sin tripulación a bordo. Los botes salvavidas habían desaparecido y las teorías que rodeaban el barco incluían «piratería, motín y fraude de seguros».: 217 
La más notoria de todas las naves fantasmas es la Mary Celeste que se la ha llamado «el mayor misterio marítimo de todos los tiempos». El barco fue encontrado mojado después de una tormenta por la tripulación de Dei Gratia, porque el barco se abrió al aire. Una teoría que rodea al barco es que la tripulación necesitó ventilar el barco de los vapores químicos del alcohol. La tripulación lo había dejado todo porque «esperaban regresar» al barco después de que los gases se hubieran evaporado. Bajaron de la nave temporalmente y esperaron a que la nave saliera al aire en su pequeña yola, pero el clima cambió antes de que pudieran regresar a la nave. La tripulación de ocho hombres, una madre y su hijo, «observaban impotentes» mientras el barco fantasma navegaba sin su tripulación.: 5, 242–247 

### Actitud hacia la muerte
En cada viaje, el marinero correría el riesgo de caerse por la borda y ahogarse, morir de inanición, sufrir enfermedades, sufrir abusos, sufrir accidentes en el aparejo y sufrir un ataque. Una vez que un marinero abandonaba su carrera respetuosa de la ley para convertirse en pirata, a sabiendas aumentó sus posibilidades de acelerar su propia muerte exponencialmente. Una vez condenado como pirata, un marinero sufría una muerte casi segura por ahorcamiento en los muelles.
Cuando en un juicio en Charleston, se le preguntó al pirata Job Bayley por qué había atacado varios buques de guerra que fueron enviados para capturarlo, respondió que «pensamos que había sido un pirata». En otro juicio en Londres, el pirata John Bayley se hizo el tonto cuando el juez preguntó qué habría hecho si el buque de guerra que lo aprehendió no fuera más que un barco mercante respondiendo: «No sé lo que habría hecho». Ambos sabían que su destino estaba sellado en el momento en que fueron detenidos y los dos ahorcados.
La historia del pirata William Fly, ejecutado el 12 de julio de 1726 en Boston, ilustra con qué arrogancia muchos piratas vieron la muerte. No mostró ansiedad por su inminente desaparición sino que más bien ató su propia soga y le dio una conferencia al verdugo sobre la forma correcta de hacer el nudo. Justo antes de balancearse hacia su muerte, advirtió a todos los capitanes y dueños de barcos que para evitar que sus tripulaciones se amotinasen y recurrieran a la piratería, sería prudente pagar a sus tripulaciones a tiempo y tratarlas humanamente.
Algunos piratas prefieren controlar su propio destino. Parejas de piratas a veces se juraban mutuamente que para asegurarse de que ninguno de los dos fuera capturado se dispararían entre sí. La tripulación de Bartholomew Roberts prefirió no ser capturado vivo y juró volarse en lugar de dar a las autoridades la satisfacción de verlos ahorcados. Cuando Roberts y sus hombres finalmente fueron encontrados, se intentó volar la nave en lugar de capturarla, pero resultó en vano debido a la insuficiencia de pólvora. La tripulación de Edward Teach (Blackbeard) tampoco pudo detonar su balandra cuando enfrentaba la captura. Sin embargo, el pirata Joseph Cooper y su tripulación se volaron con éxito y evadieron la captura de las autoridades.
Durante los siglos XVII y XVIII, la ejecución en el reino británico era un lugar común y una parte de la vida. Durante el siglo XVII, solo unas 800 personas fueron ahorcadas cada año en el Imperio británico. Para un pirata, sin embargo, las probabilidades de encontrarse en el patíbulo eran mucho mayores. En el solo lapso de diez años entre 1716 y 1726, al menos 418 piratas y posiblemente la mitad fueron ahorcados. En este mundo, un pirata podría estar casi seguro de que si lo atraparan terminaría con una caída corta y una parada repentina con una soga ceñida alrededor del cuello.
El patíbulo era un ícono de los siglos XVII y XVIII y se podía encontrar fácilmente en todo el mundo atlántico. Los patíbulos fueron particularmente visibles en las ciudades portuarias que presentaban rutinariamente un muelle de ejecución como "Hope Point", el famoso muelle de ejecución en el río Támesis en Wapping, Inglaterra. Para muchos piratas, este sería el lugar en el que se ponía fin a su carrera. Para algunos, sin embargo, su cuerpo cumpliría una función más, como recordatorio. Cientos de piratas fueron ahorcados y sus cuerpos enviados para colgarlos en las ciudades portuarias de todo el mundo como un recordatorio de que el estado marítimo no toleraría un desafío desde abajo. Ejemplos de esta práctica bárbara se pueden ver a lo largo de la historia de los piratas, incluidos los de William Fly, cuyo cuerpo fue colgado encadenado en la entrada del puerto de Boston para pudrirse, y Calico Jack, cuyo cuerpo fue colgado en la boca del puerto de Port Royal, Jamaica.

## Implicaciones

### Pruebas
En lugar de los tribunales civiles, los juicios piratas fueron supervisados por el Tribunal de Almirantazgo. El Tribunal del Almirantazgo «celebró juicios en masa» con «gran cantidad de piratas a la vez» como demostraciones para aquellos interesados en tomar la vida de un pirata. Las transcripciones de los juicios se publicaron con frecuencia y las confesiones de quienes serían ejecutados fueron muy populares. La publicación de los ensayos tenía como objetivo «informar, iluminar y entretener al público lector» y «obtener ganancias para los vendedores de libros». Las reimpresiones de los juicios fueron una ocurrencia común para ganar fuerza política. Aunque los juicios tuvieron lugar en inglés, se transcribieron en latín como una forma de sacar al público de la verdad de la transcripción y usarla como propaganda. Gran parte de estos panfletos se consideraban repetitivos por naturaleza, ya que muchas de las declaraciones y argumentos eran lo mismo, solo con diferentes nombres. Los juicios también fueron un lugar de humor, ya que Job Bayley, que enfrentaba una ejecución por ser pirata, declaró que no había detenido a los buques del gobierno porque temía que los barcos fueran piratas.
Por lo general, los juicios se llevaban a cabo en Inglaterra, debido al hecho de que «el Almirantazgo temía que los funcionarios en los remotos puestos avanzados del imperio pudieran ser sobornados». Sin embargo, un problema con la celebración de juicios en Inglaterra fue que los piratas tendrían que ser transportados «a través de grandes distancias». La ley sobre los juicios por piratería se modificó a comienzos del siglo XVIII, se otorgaron reglas más relajadas y se permitieron los juicios en las colonias inglesas, siempre que se dispusiera de un tribunal de almirantazgo. Los piratas se enfrentaban a un mayor peligro de ser ejecutados cuando la ley cambiaba, ya que establecía que si un pirata era capturado en el mar, no era necesario un juicio oficial, pero el resultado final de la ejecución sería el mismo. Un acto en 1700 permitió ampliar la definición de piratería para incluir no solo a los «que cometieron robo por mar», sino también al «amotinado que se escapó con el barco», así como al «marinero que interfirió» con la defensa de su embarcación «bajo un asedio pirata». Tanto en 1717 como en 1718, se otorgaron indultos para «librar al mar de los ladrones». Por ejemplo, Israel Hands, el hombre de confianza de Barbanegra, fue llevado junto con otros quince piratas a Williamsburg, Virginia para ser juzgado. A cambio de un indulto, Hands testificó contra funcionarios corruptos de Carolina del Norte con los que Teach se había asociado. Las actas del Consejo del Gobernador de Carolina del Norte para el 27 de mayo de 1719 indican que:

Hesikia Hands [,] maestro del Capt. Thaches Sloop Adventure [,] parece expresar positivamente en su Deposición que el sd [dijo] Thache fue desde Ocacoch Inlet a su regreso a este país desde su último viaje con un regalo al sd Tobias Knights casa [,] cuando por la misma deposición [Manos] reconoce que estar fuera del alcance de su conocimiento [,] que está todo el tiempo en la ensenada sd que se encuentra a más de treinta leguas de distancia de la casa de [Caballero] y además el [dijo] Tobias Knight reza a su Señoría para que observe que las manos de Hesicias estaban. . . por algún tiempo antes de la entrega de la [dicha] Evidencia mantenida en prisión bajo los Terrores de la Muerte como la acusación más severa...

Muchas estipulaciones vinieron con estos perdones ya que solo se otorgaron en ciertos casos y pocos se rindieron. Los pocos que «aceptaron la amnistía» finalmente regresarían a sus formas piratas. También se prometió la muerte a los que proporcionaran ayuda a los piratas, así como a la «pérdida de salarios» y «seis meses de prisión a aquellos que se negaron a defender su barco». En lugar de hacer que los piratas negros sean juzgados, los funcionarios coloniales se beneficiarían «vendiéndolos a la esclavitud en lugar de ahorcarlos».
Los juicios para mujeres piratas no fueron uniformes en sentencias y castigos. Mary Harvey, cuyo alias era Martha Farlee, fue sentenciada en Carolina del Norte en el año 1726. Tanto Mary como su esposo Thomas se habían unido a una banda de piratas, y poco después Mary fue capturada. Como Carolina del Norte carecía de la infraestructura para intenar piratas, Mary y otras tres personas fueron enviadas a Williamsburg. Mary «fue absuelta y se le dio dinero para regresar a su hogar» ya que el tribunal consideró que había sido forzada a unirse a la banda pirata. Dos de los otros cautivos no tuvieron tanta suerte y fueron «condenados a morir». El tercer cautivo fue indultado.: 103  Tres años más tarde, otra mujer pirata, Mary Crickett, junto con otras cinco personas, recibió la orden de ser ejecutada. Cuando Mary Read y Anne Bonny fueron capturadas se enfrentaron la ejecución. Sin embargo, una vez que se conocieron sus embarazos, fueron indultados de la horca. Ambas mujeres fueron sentenciadas a prisión, donde Mary Read finalmente murió y Anne Bonny se escapó.: 208, 210 

## Piratas en la memoria

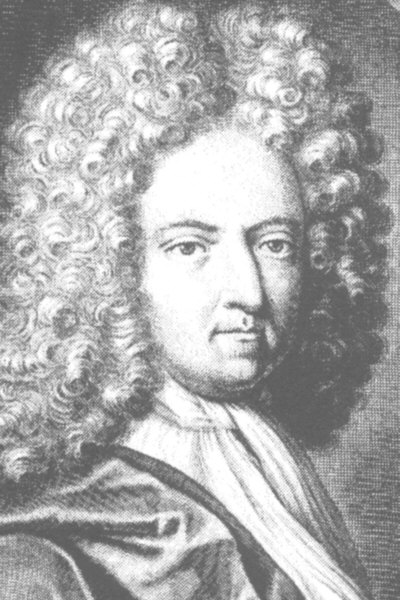
Daniel Defoe 1706

### A General History of the Pyrates
En 1724 se publicó la primera edición de A General History of Robberies and Murders of the Most Notorious Pirates. El autor publicaba como capitán Charles Johnson. Hubo tres ediciones más publicadas dentro de los dos años posteriores a la primera, todas con el mismo capitán Johnson listado como autor. Las preguntas que rodean la autoría de este fecundo trabajo han plagado a la General History durante décadas, si no siglos. En el centro de la pregunta está la identidad del capitán Johnson. El hombre que originalmente fue nombrado como el autor de este libro no se ha encontrado que exista. No se ha encontrado ningún registro de ninguna persona con el nombre de Charles Johnson sirviendo como capitán excepto cuarenta y dos años antes de la publicación de A General History. Hubo un dramaturgo con ese nombre a principios del siglo XVIII, pero no se encuentran vínculos con la piratería en sus obras. Algunos han sugerido que el "capitán" era en realidad un pirata común, pero una vez más, no hay registro de ese hombre.: 129 
En 1932, un erudito literario y escritor llamado John Robert Moore postuló que Daniel Defoe pudiera ser reconocido como el autor de A General History. Después de años de investigación en relación con una colección de obras de Defoe, Moore publicó un estudio de sus hallazgos, detallando su argumento para demostrarla autoría de Defoe de este y otros trabajos. Moore declaró que A General History fue "sustancialmente" un trabajo de Defoe basado en el estilo de escritura y el contenido similar a otras piezas que se han atribuido a Defoe. Moore argumentó que el interés de Defoe en temas como "marineros" y criminales muestra que A General History entra directamente en su repertorio. Moore postuló que no solo se podrían usar otras obras para confirmar que Defoe escribió A General History, sino que Una historia general podría usarse como fuente para respaldar su autoría de esas mismas obras. Otro punto que Moore ha contado para validar sus afirmaciones, que ha tenido muchos autores, incluidos historiadores, y que ha utilizado una «Historia general de los piratas» como fuente de información para sus propios escritos.: 126–141 
Las disputas entre los diferentes biógrafos de Defoe pusieron en duda su cuerpo de trabajo. Basado en los relatos de estos muchos biógrafos, el canon atribuido por Defoe pasó de 101 obras diferentes a 570 entre los años de 1790 y 1970. La mayoría de estas adiciones se hicieron sobre la base de evidencia interna, "estilística". La publicación de Moore de su Lista de Verificación de los «Escritos de Daniel Defoe» agregó casi 200 obras en solitario. Muchos cuestionaron no solo la atribución de A General History a Defoe, sino también la tendencia general de los biógrafos de agregar continuamente al canon. Un crítico incluso sugirió, basándose en esta tendencia, que todas las obras anónimas de principios del siglo XVIII se designaran como escritas por Defoe. Philip Furbanky y los argumentos de W.R. Owens contra la autoría de Defoe de «Historia general» abordan los paralelos que se dibujan a otras obras de la época (a menudo también atribuidas a Defoe) y las falacias lógicas que son necesarias para suscribirlas a un catálogo tan grande y diverso. Muchas de las ideas y frases que Moore señala como paralelas, y por lo tanto como prueba de la continuidad de Defoe en sus obras, fueron comunes en el siglo XVIII. De acuerdo con Furbank y Owens, la atribución de Moore de A General History a Defoe no se basó en ninguna evidencia externa y solo en esos pocos paralelismos circunstanciales.: 2–4, 102–108 
Los historiadores modernos tienen ideas muy diferentes con respecto a la autoría de A General History y lo que esta atribución significa para la historiografía. Como señalan muchos historiadores, A General History of the Pyrates establece el tono para cada trabajo sobre piratas que se ha escrito desde entonces. Desde la atribución, ha habido tres escuelas de pensamiento sobre el tema: los que están de acuerdo con las conclusiones de Moore, los que no, e incluso algunos que no creen que importe. Antes del trabajo de Furbank y Owens sobre el canon de Defoe, algunos eruditos aceptaron que Defoe fue autor de A General History, mientras que otros postularon que la autoría no importaba. Sin embargo, algunas personas todavía creían que Defoe era el autor. Algunos estudiosos compararon el trabajo con otros registros y fuentes de la época y concluyeron que «Una historial general» es muy significativa por su precisión, independientemente de la atribución. Lo más importante de este trabajo no es quién lo escribió, sino que representa lo que la gente pensaba sobre los piratas a principios del siglo XVIII.
Al igual que con cualquier tema histórico, las opiniones cambian con el tiempo y la evidencia. Algunos eruditos alguna vez creyeron que Defoe era sin dudas el autor de A General History, pero más recientemente se han alineado con aquellos que le atribuyen el trabajo a Johnson, o al menos a alguien más usando ese seudónimo.  La mayoría de los estudiosos actuales están de acuerdo en que es muy probable que Defoe no fuera el autor de A General History. Un académico pide el abandono de la "teoría atractiva" que otorga ese crédito a Defoe. Cualquiera que sea el verdadero autor de A History of the Pyrates, su obra fue una gran obra destinada a influir en escritores y eruditos en los siglos por venir.

### Piratas como antihéroes
Los piratas no eran miembros de la sociedad; estaban fuera de las normas sociales que permitirían a los bucaneros y corsarios permanecer dentro de la infraestructura de una sociedad. La razón clave por la que no pueden agruparse con ningún orden social es porque adoptaron el terror, y particularmente como lo expresó Marcus Rediker, «un terror del fuerte contra el débil». El historiador Hans Turley usó la frase Hostis Humani Generis, traducido como el enemigo de toda la humanidad, para proporcionar una imagen de piratas. Los piratas se convirtieron así en los "antihéroes" de la historia, y lo hicieron conscientemente. Al final, los gobiernos del mundo conocido convertirían a los villanos de estos asaltantes en «monstruos sedientos de sangre», cuyo único propósito era «destruir el orden social».
El pirata atacaría cada elemento de la sociedad moderna para formar su propia identidad. Atacaban a la marina mercante de cualquier nación, saqueaban la riqueza de la nave y, la mayor parte del tiempo, hundían o quemaban a un gran número que caía en sus manos. Los piratas no tomaban prisioneros y mataban a todos los que se resistían a la captura con su Jolly Rodger que significaba rendición o muerte. Se buscó la venganza contra los capitanes mercantes y los oficiales que eran conocidos por haber sido crueles o irrazonables en el trato a su tripulación, a menudo mediante la tortura y la muerte lenta. Para no limitarse a la cantidad de riqueza disponible para ellos, los piratas atacarían barcos de esclavos y fortalezas de esclavos en la costa africana para tomarlos, para quienes sabían que algunos gobiernos pagarían con monedas de oro; más notablemente el portugués.
Hans Turley recurre a la evidencia literaria de piratas, y en particular del capitán Avery, al sacar la conclusión del pirata como el «antihéroe». La historia de Avery se convirtió en leyenda para las masas, y la «exageración ficticia» de Avery consolidó en las mentes de los lectores la imagen de una inclinación brutal al robo, el rescate y el poder. Turley asegura que las historias fueron levantadas más allá del ámbito de la realidad, pero es imposible saber con certeza quién era el verdadero capitán Avery, y era legítimo creer en las historias debido a la falta de evidencia en contrario.
Un ataque al comercio y el envío significaba un ataque a los gobiernos a quienes pertenecían estos barcos. Sin embargo, vale la pena señalar que los gobiernos dejarían de hacer la vista gorda ante estos bandidos cuando los costos de ignorarlos pesaban más que atacar al pirata, y así una «campaña para limpiar los mares» fue llevada a efecto por gobiernos, abogados, hombres de negocios, escritores y otros miembros de la sociedad legítima.
Marcus Rediker argumenta que la religión fue otro punto de discordia para el pirata, que vio a la iglesia como una parte del sistema del que quería escapar. El pirata era visto como existente en el pecado por aquellos que vivían en construcciones sociales normales, y disfrutaba de la separación, comparándose con imágenes infernales y con Satanás. Como ejemplo, Barbanegra y su uso de humo, fuego y ceniza bramando desde su gran cuenta para dar la impresión de un demonio del mismísimo infierno, como lo describe Johnson / Defoe. Los piratas se burlaban y ridiculizaban a los «hombres de la ropa» con los que entraban en contacto y no observaban las festividades cristianas.
Con sus ataques a la propiedad privada, los sistemas de creencias y los gobiernos piratas se convirtieron en parias al reino de lo desconocido y peligroso. Este ámbito, el mar, como sugiere Rediker, ayudó a la visión del pirata como un peligro, una amenaza de invasión y una entidad incontrolable; del mismo modo que el mar lo era para quienes no conocían el mar y solo habían escuchado historias. Era el mar el que estaba separado de la autoridad y, por lo tanto, era el pirata el que podía atacar a los que entraron en los océanos.

### Festival Gasparilla

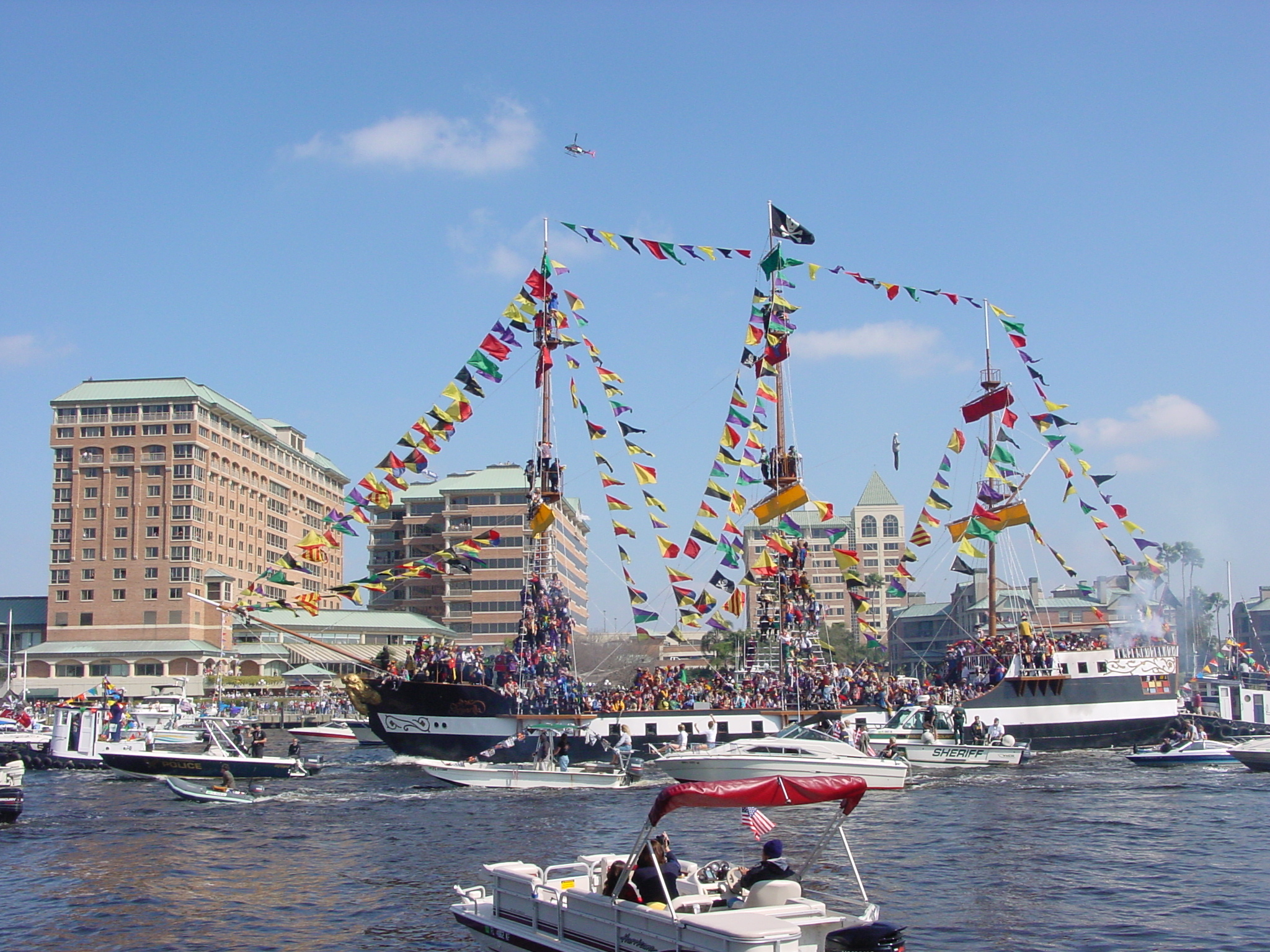
Gasparilla Pirate Fest 2003 - Pirate Flagship invade Tampa

### La galera Whydah: de barco de esclavos a barco pirata

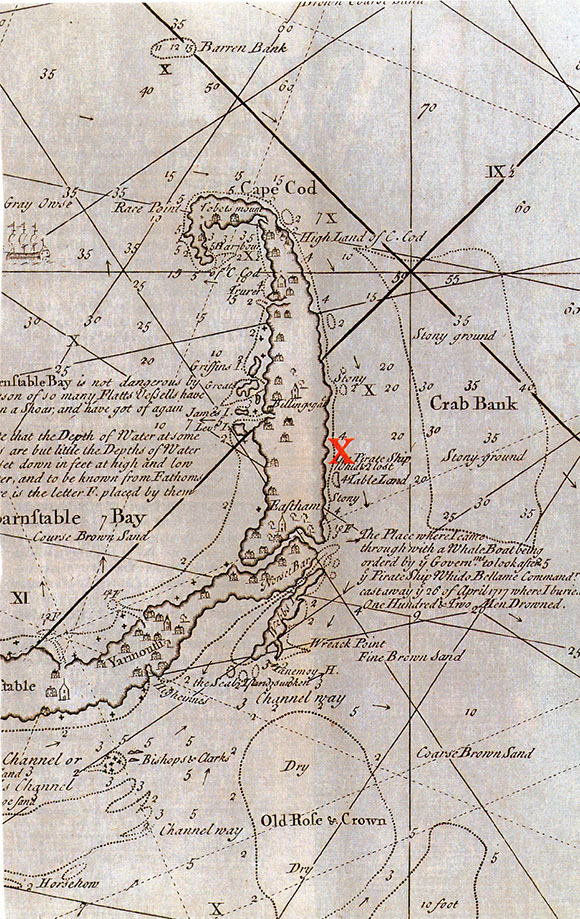
Ubicación del Whydah Gally, que se hundió en 1717 frente a Cape Cod. Una 'X' roja marca el lugar